# Shinkansen Serie E3
El Shinkansen Serie E3 (E3系?) es un tipo de tren de alta velocidad japonés construido para los servicios Komachi que comenzaron el 3 de junio de 1997, coincidiendo con la apertura de la nueva línea del "mini-shinkansen" de Akita, un trazado de vía estrecha (1067 mm) entre Morioka y Akita modificado al ancho estándar. También se introdujeron versiones posteriores de la Serie E3 para su uso en los servicios Tsubasa del Yamagata Shinkansen. Ambas líneas del "mini-shinkansen" se unen al Tōhoku Shinkansen y prestan servicios desde y hacia Tokio.

## Diseño
El diseñador industrial Kenji Ekuan supervisó el diseño de los trenes originales del Shinkansen Serie E3 de Akita. Al igual que el Shinkansen Serie 400, estos trenes están construidos con un gálibo ferroviario más pequeño que los trenes Shinkansen de la línea principal: el ancho y la longitud de cada coche se reducen para ajustarse al gálibo estructural más estrecho del "mini-shinkansen". Las puertas de los coches cuentan con escalones desplegables para salvar el espacio que queda entre los coches más estrechos de la Serie E3 y los andenes de las estaciones del Shinkansen original.

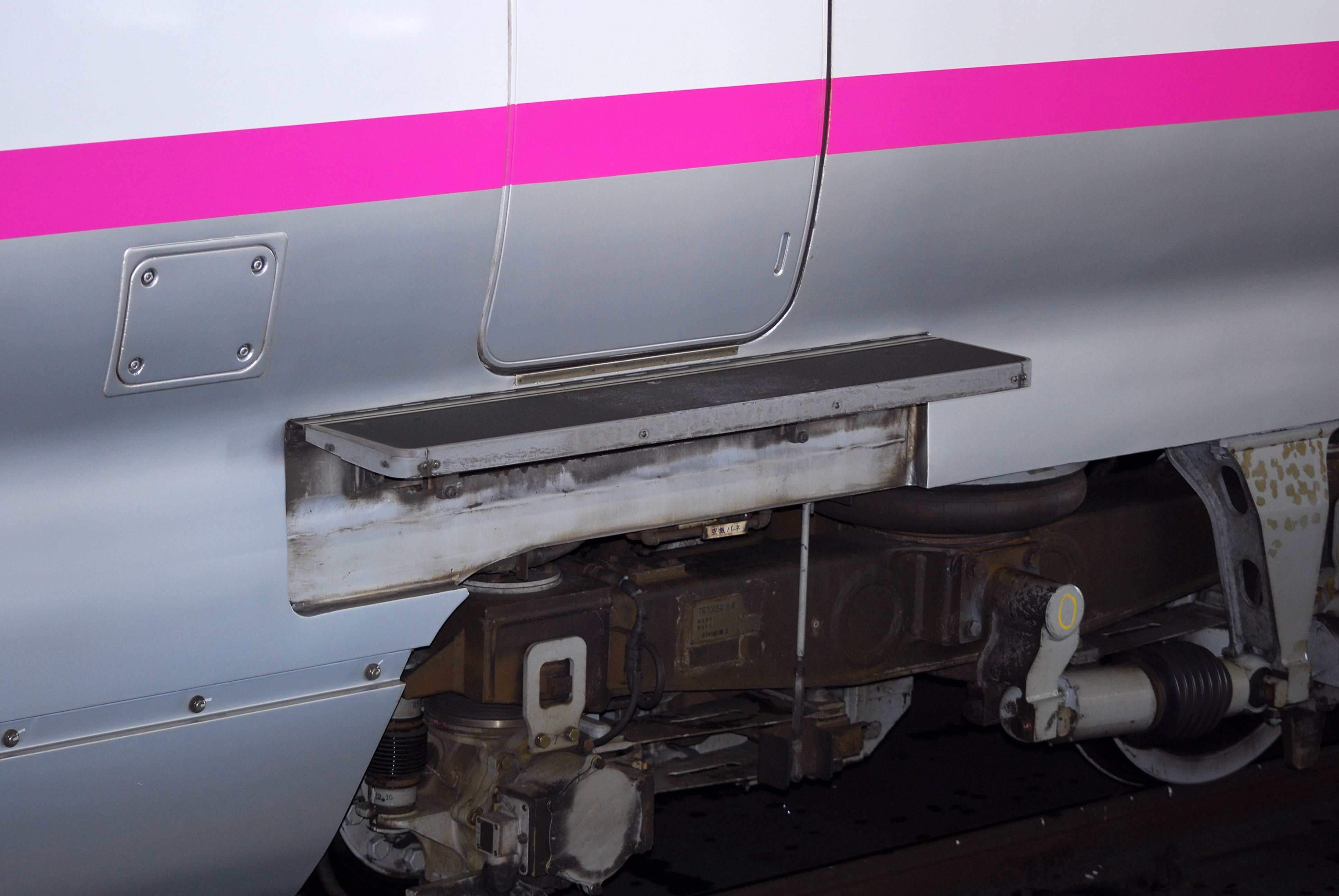
Un escalón de entrada extendido en un tren Komachi de la serie E3

## Variantes
- Trenes "R" de la Serie E3: 26 composiciones de 6 coches utilizados en los servicios Komachi del Akita Shinkansen desde el 3 de junio de 1997
- Trenes "LR" de la Serie E3-1000: 3 composiciones de 7 coches utilizados en los servicios Tsubasa del Yamagata Shinkansen desde el 4 de diciembre de 1999
- Trenes "LR" de la Serie E3-2000: 12 composiciones de 7 coches utilizados en los servicios Tsubasa del Yamagata Shinkansen desde el 20 de diciembre de 2008
- Tren Serie E3-700 Toreiyu: composición de 6 coches para excursiones utilizada en el Yamagata Shinkansen desde julio de 2014
- Tren Serie E3-700 Genbi Shinkansen: composición de 6 coches para excursiones utilizada en el Joetsu Shinkansen desde el 29 de abril de 2016 a diciembre de 2020.[2]

## Tren prototipo
En marzo de 1995, se entregó un tren de preserie formado por 5 coches (número S8) fabricado por Kawasaki Heavy Industries al Depósito de Sendai para realizar pruebas exhaustivas. Fue modificado a las especificaciones de producción en serie en marzo de 1997, antes del inicio de los servicios del Akita Shinkansen.
Hasta que se aumentó a seis coches en 1998, el prototipo se formó de la siguiente manera, con pantógrafos tipo tijera en los coches 12, 13 y 14: Set R1 se retiró luego de su última generación de ingresos el 20 de julio de 2013.
| Coche n.º    | 11     | 12     | 13     | 14     | 15     |
| ------------ | ------ | ------ | ------ | ------ | ------ |
| Denominación | M1sc   | M2     | T      | M1     | M2c    |
| Numeración   | E311-1 | E326-1 | E329-1 | E325-1 | E322-1 |

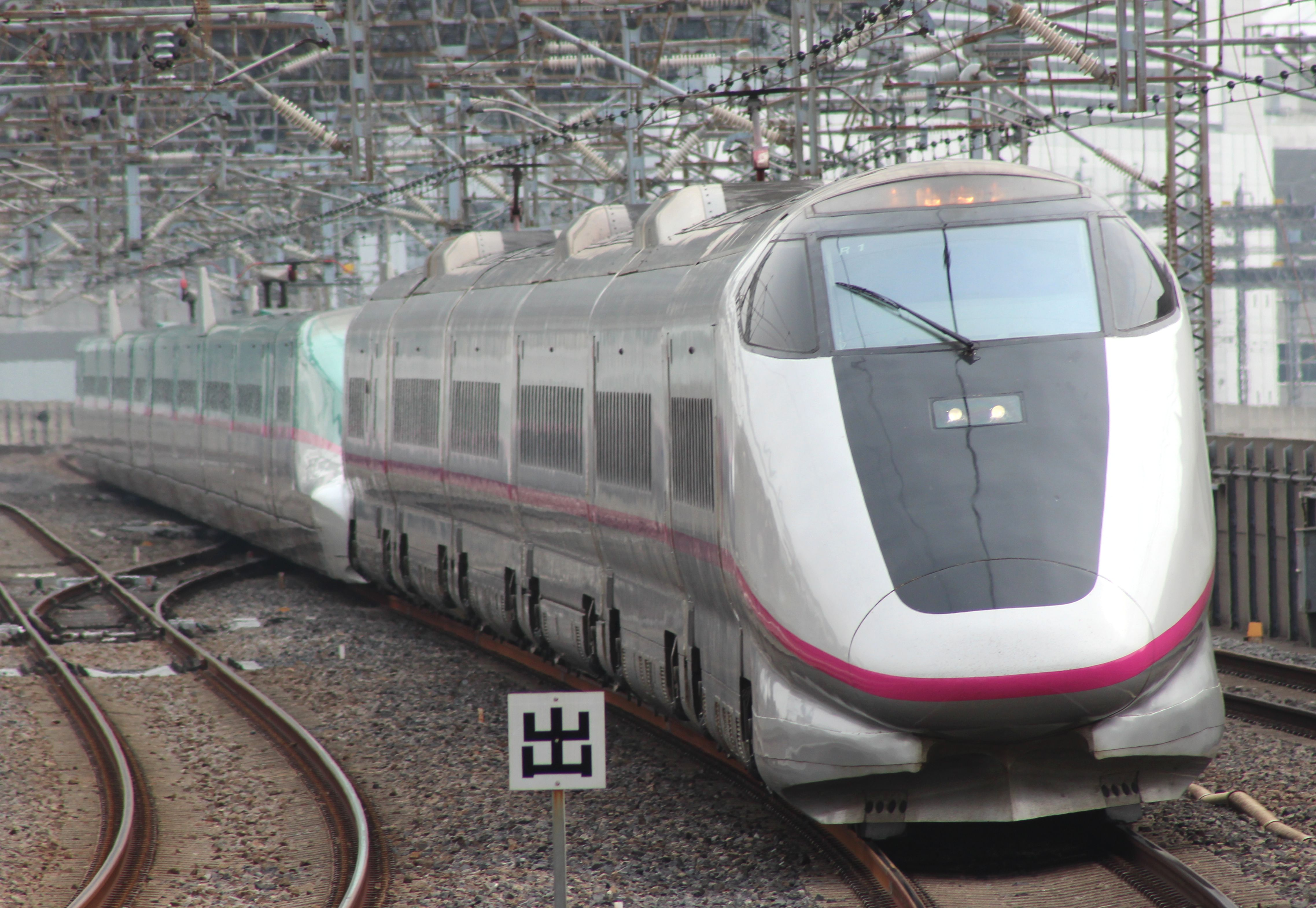
Prototipo R1 en servicio (marzo de 2013)

## Trenes "R" Serie E3

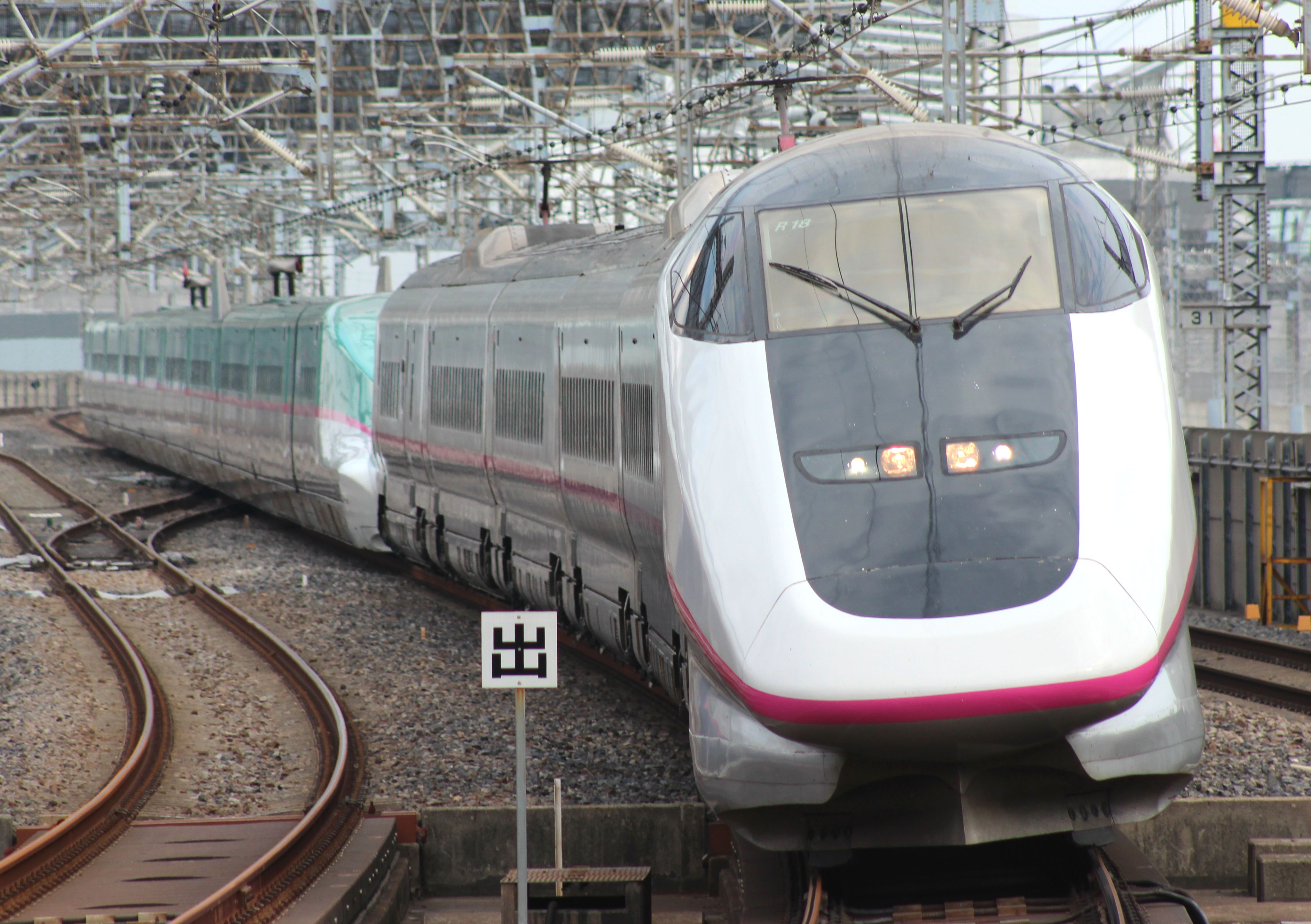
Tren R18 acoplado a un tren de la Serie E5 (junio de 2013)

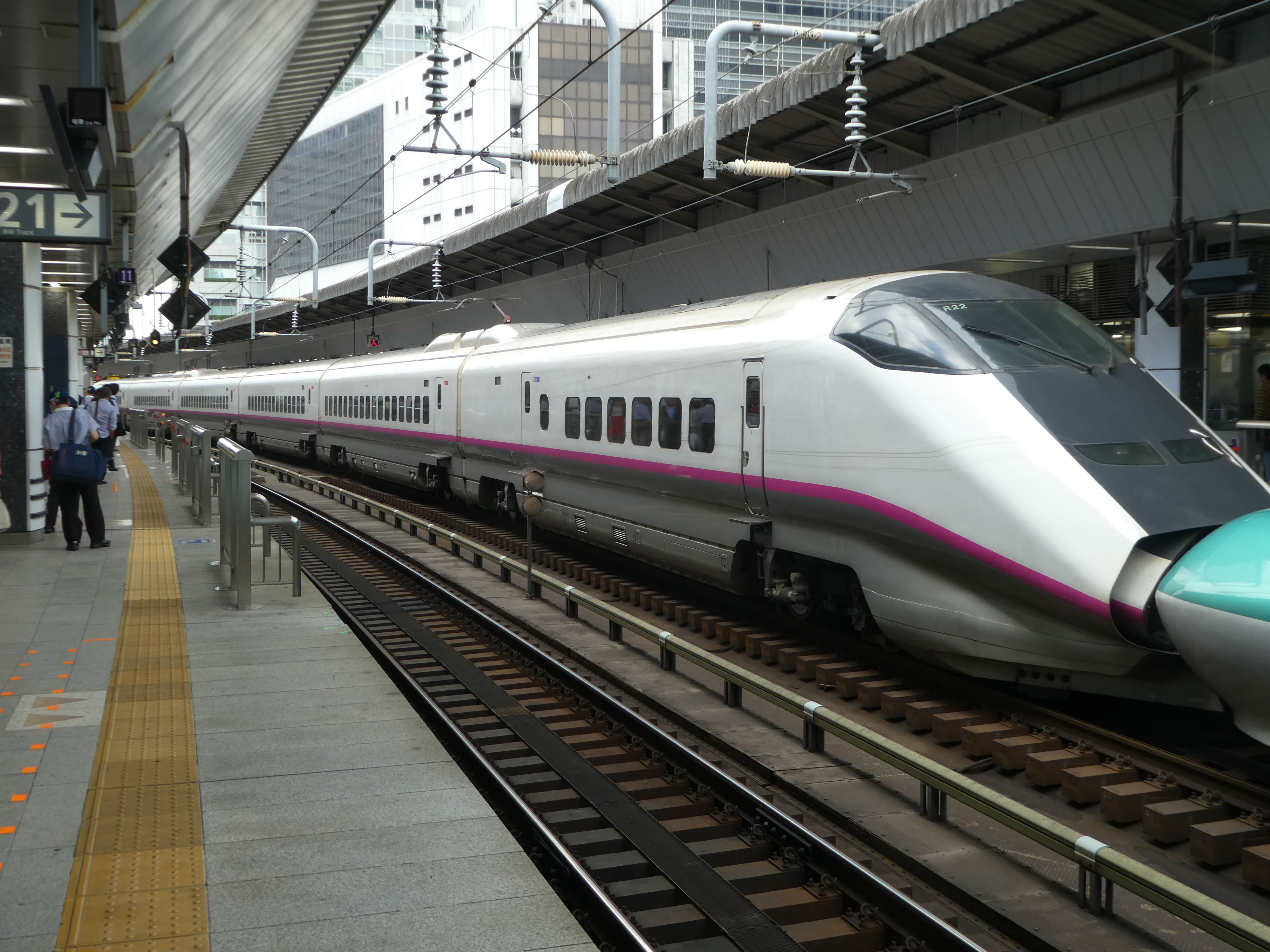
Tren R22 en mayo de 2017 sin sus logos "Komachi"

Los trenes de producción en serie construidos a partir de 1996 para el Akita Shinkansen eran composiciones de 5 coches, pero se agregaron sextos coches a finales de 1998. Un total de 26 trenes Akita Shinkansen estaban en servicio a finales de 2005. Los juegos numerados de R1 a R16 fueron arrendado por la East Japan Railway Company (JR Este) de la empresa propietaria, Akita Shinkansen Sharyō Hoyū (秋田新幹線車両保有(株)?), una empresa del tercer sector propiedad conjunta de JR Este y de la Prefectura de Akita. Este contrato de arrendamiento finalizó el 21 de marzo de 2010 con la disolución del Akita Shinkansen Sharyō Hoyū.
Los conjuntos de la Serie E3 estaba previsto que fuesen eliminados tras la introducción de nuevos trenes de la Serie E6 a partir de marzo de 2013, con 19 trenes (114 vehículos) programados para ser retirados durante el año fiscal 2013.
Desde el comienzo de la revisión de horarios del 15 de marzo de 2014, los trenes de la Serie E3 ya no se utilizaron en los servicios Komachi del Akita Shinkansen. Quedaron dos conjuntos operativos, utilizados en los servicios Yamabiko y Nasuno.

### Composición
| Coche n.º            | 11   | 12   | 13   | 14   | 15   | 16   |
| -------------------- | ---- | ---- | ---- | ---- | ---- | ---- |
| Denominación         | M1sc | M2   | T1   | T2   | M1   | M2c  |
| Numeración           | E311 | E326 | E329 | E328 | E325 | E322 |
| Capacidad (asientos) | 23   | 67   | 60   | 68   | 64   | 56   |

Los coches 12 y 15 están equipados con pantógrafos de un solo brazo PS206.

### Historial de la flota

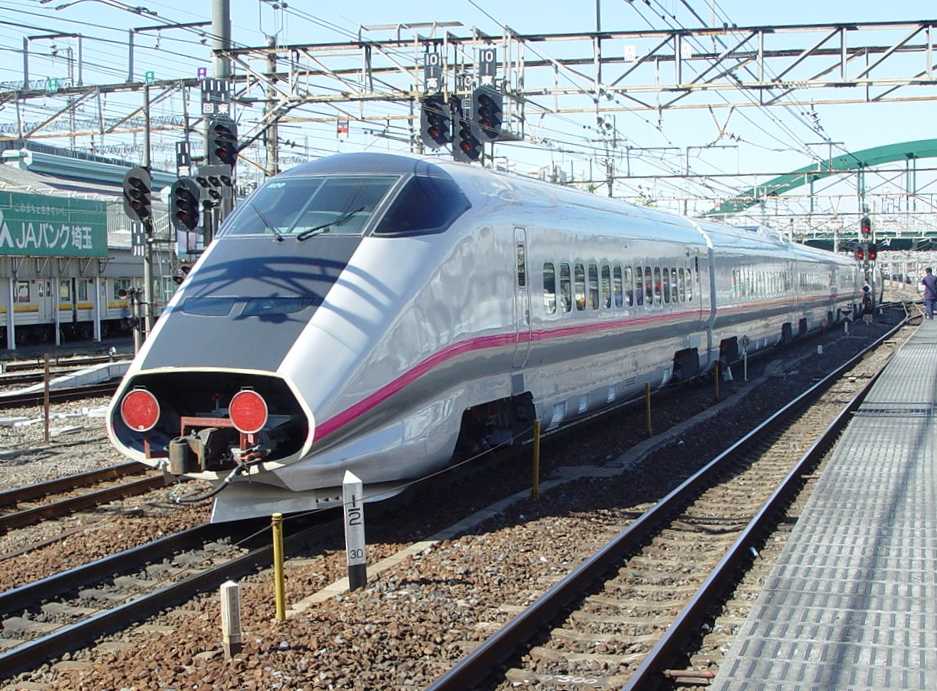
Tren R20 transportado a través de la estación de Omiya en el momento de su entrega en marzo de 2003

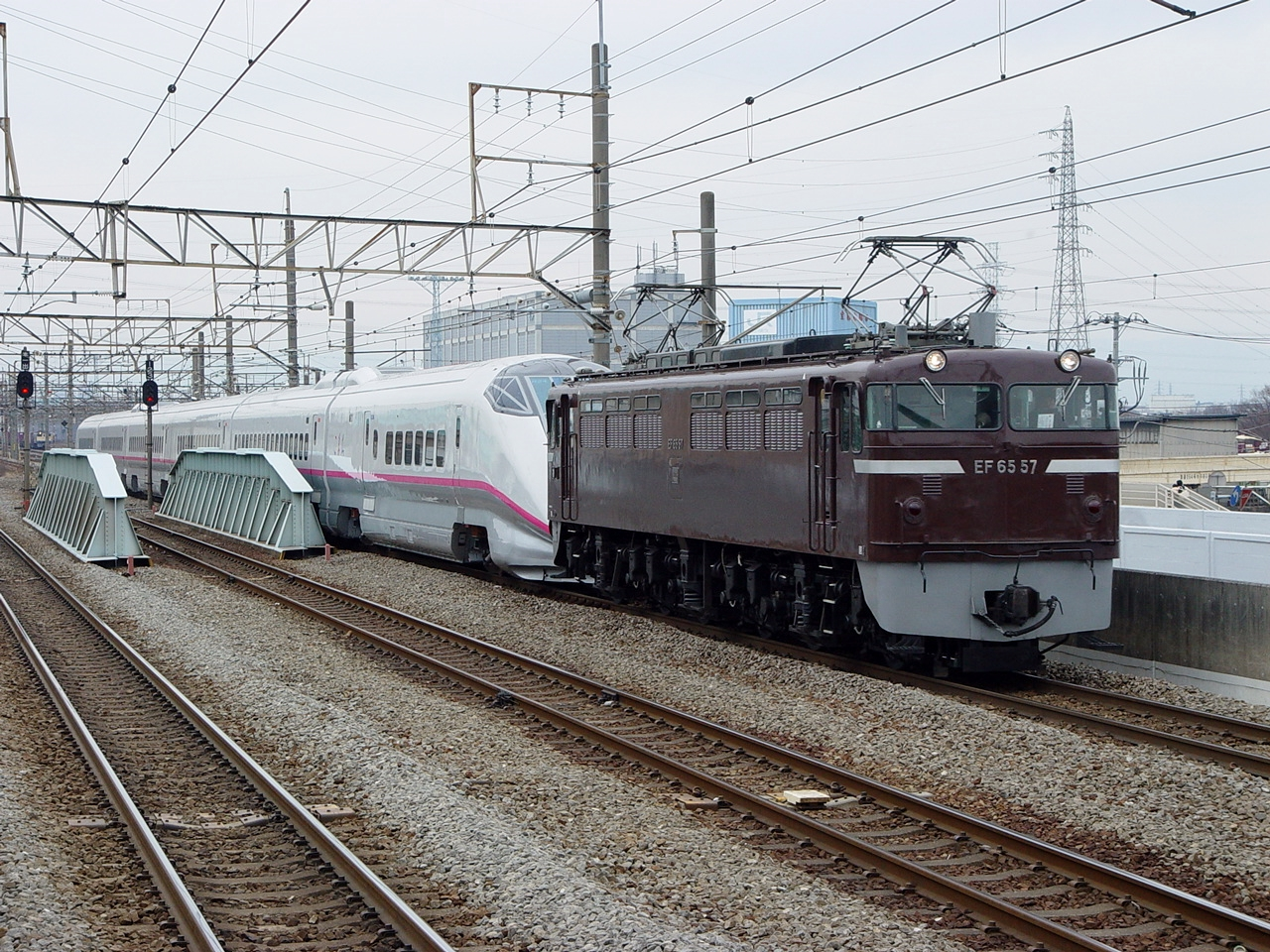
Tren R24 siendo entregado en marzo de 2005

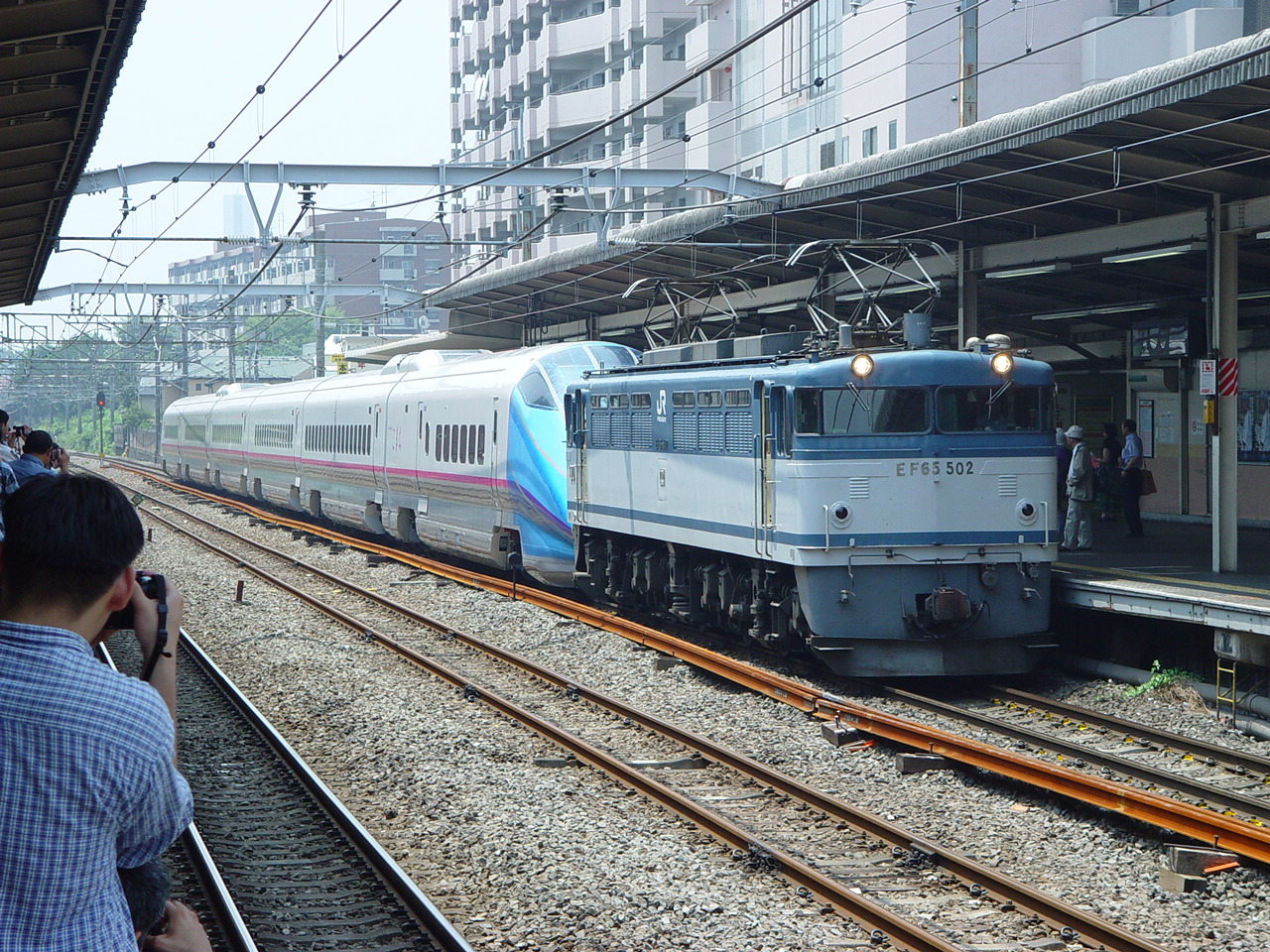
Tren R25 siendo transportado por una locomotora JNR Clase EF65 a través de la estación de Nishi-Kokubunji en el momento de su entrega (junio de 2005)

Los detalles de construcción son los que se muestran a continuación: A 2021  de noviembre del  25, se desechó el último de los 26 juegos originales (R22).
| Tren n.º | Fecha entrega            | Construcción del coche n.º 14   | Retirada                 | Observaciones                                          |
| -------- | ------------------------ | ------------------------------- | ------------------------ | ------------------------------------------------------ |
| R1       | 28 de marzo de 1995      | 29 de octubre de 1998           | 26 de agosto de 2013     | Prototipo S8 (originalmente, 5 coches y 3 pantógrafos) |
| R2       | 9 de octubre de 1996     | 1 de noviembre de 1998          | 13 de diciembre de 2013  | Construidos como trenes de 5 coches                    |
| R3       | 14 de octubre de 1996    | 4 de noviembre de 1998          | 17 de febrero de 2014    | Construidos como trenes de 5 coches                    |
| R4       | 22 de octubre de 1996    | 6 de noviembre de 1998          | 9 de enero de 2014       | Construidos como trenes de 5 coches                    |
| R5       | 28 de octubre de 1996    | 9 de noviembre de 1998          | 26 de abril de 2013      | Construidos como trenes de 5 coches                    |
| R6       | 6 de noviembre de 1996   | 12 de noviembre de 1998         | 12 de abril de 2013      | Construidos como trenes de 5 coches                    |
| R7       | 11 de noviembre de 1996  | 22 de noviembre de 1998         | 17 de mayo de 2013       | Construidos como trenes de 5 coches                    |
| R8       | 15 de noviembre de 1996  | 24 de noviembre de 1998         | 24 de mayo de 2013       | Construidos como trenes de 5 coches                    |
| R9       | 22 de noviembre de 1996  | 26 de noviembre de 1998         | 7 de junio de 2013       | Construidos como trenes de 5 coches                    |
| R10      | 2 de diciembre de 1996   | 28 de noviembre de 1998         | 27 de agosto de 2013     | Construidos como trenes de 5 coches                    |
| R11      | 12 de diciembre de 1996  | 30 de octubre de 1998           | 13 de septiembre de 2013 | Construidos como trenes de 5 coches                    |
| R12      | 21 de diciembre de 1996  | 17 de noviembre de 1998         | 27 de noviembre de 2013  | Construidos como trenes de 5 coches                    |
| R13      | 20 de enero de 1997      | 5 de diciembre de 1998          | 19 de octubre de 2013    | Construidos como trenes de 5 coches                    |
| R14      | 30 de enero de 1997      | 14 de noviembre de 1998         | 1 de diciembre de 2013   | Construidos como trenes de 5 coches                    |
| R15      | 7 de febrero de 1997     | 16 de noviembre de 1998         | 28 de enero de 2014      | Construidos como trenes de 5 coches                    |
| R16      | 17 de febrero de 1997    | 19 de noviembre de 1998         | 8 de marzo de 2014       | Construidos como trenes de 5 coches                    |
| R17      | 30 de septiembre de 1998 | n/a (Trenes de 6-coches nuevos) | 26 de julio de 2013      |                                                        |
| R18      | 23 de octubre de 2002    | n/a (Trenes de 6-coches nuevos) | 6 de marzo de 2022       | Convertido en 2014 a la Serie E3-700 Toreiyu           |
| R19      | 18 de noviembre de 2002  | n/a (Trenes de 6-coches nuevos) | 1 de marzo de 2021       | Convertido en 2016 a la Serie E3-700 Genbi Shinkansen  |
| R20      | 24 de marzo de 2003      | n/a (Trenes de 6-coches nuevos) | 17 de diciembre de 2015  |                                                        |
| R21      | 16 de septiembre de 2003 | n/a (Trenes de 6-coches nuevos) | 13 de septiembre de 2021 |                                                        |
| R22      | 27 de octubre de 2003    | n/a (Trenes de 6-coches nuevos) | 25 de noviembre de 2021  |                                                        |
| R23      | 1 de diciembre de 2003   | n/a (Trenes de 6-coches nuevos) | 25 de mayo de 2014       | Convertido en 2014 para ser parte del tren L55         |
| R24      | 4 de abril de 2005       | n/a (Trenes de 6-coches nuevos) | 4 de diciembre de 2013   | Convertido en 2014 para ser parte del tren L54         |
| R25      | 11 de julio de 2005      | n/a (Trenes de 6-coches nuevos) | 18 de diciembre de 2013  | Convertido en 2014 para ser parte del tren L54         |
| R26      | 25 de julio de 2005      | n/a (Trenes de 6-coches nuevos) | 6 de julio de 2014       | Convertido en 2014 para ser parte del tren L55         |

### Interior

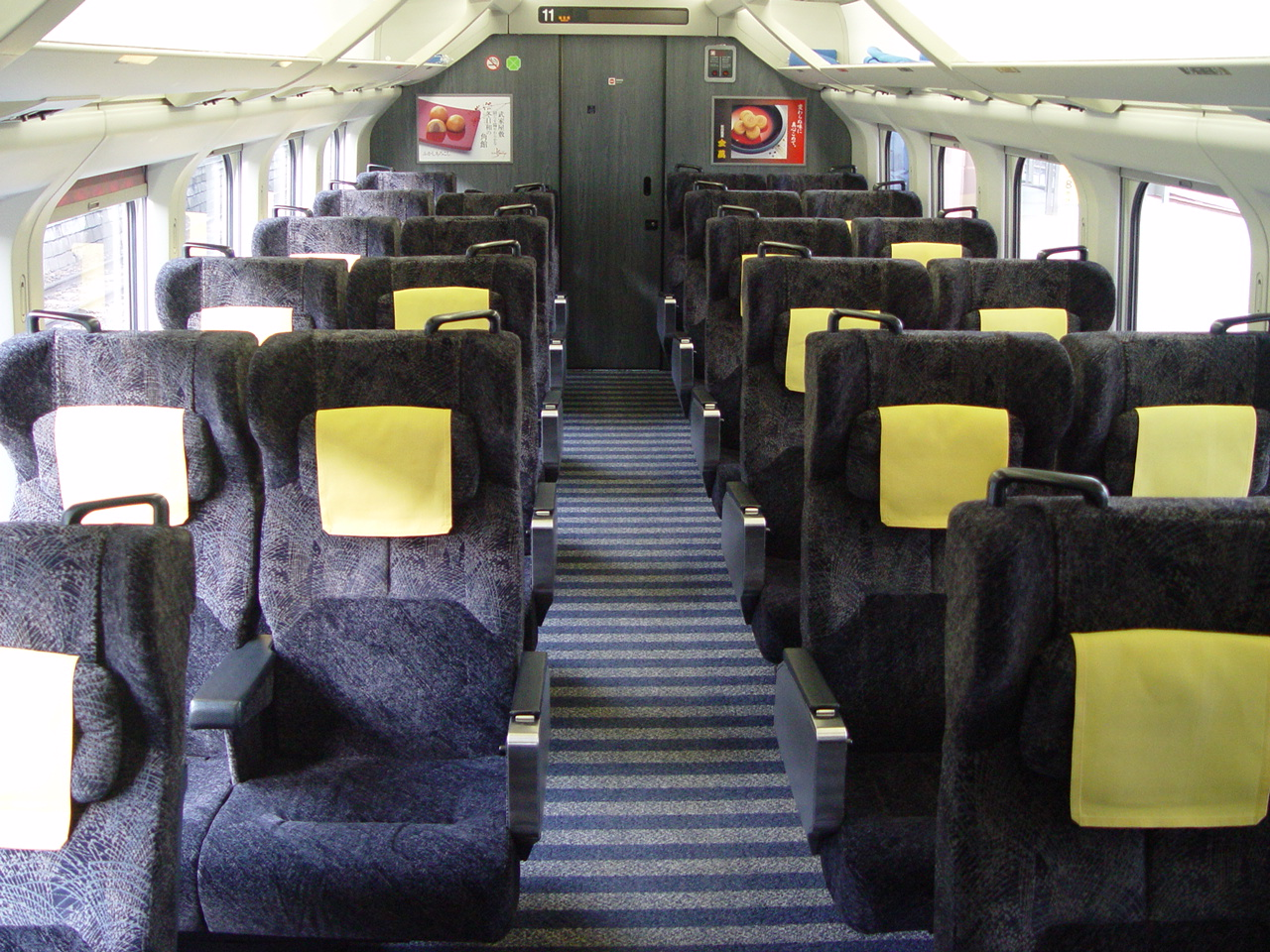
Interior de un coche de la Clase Verde
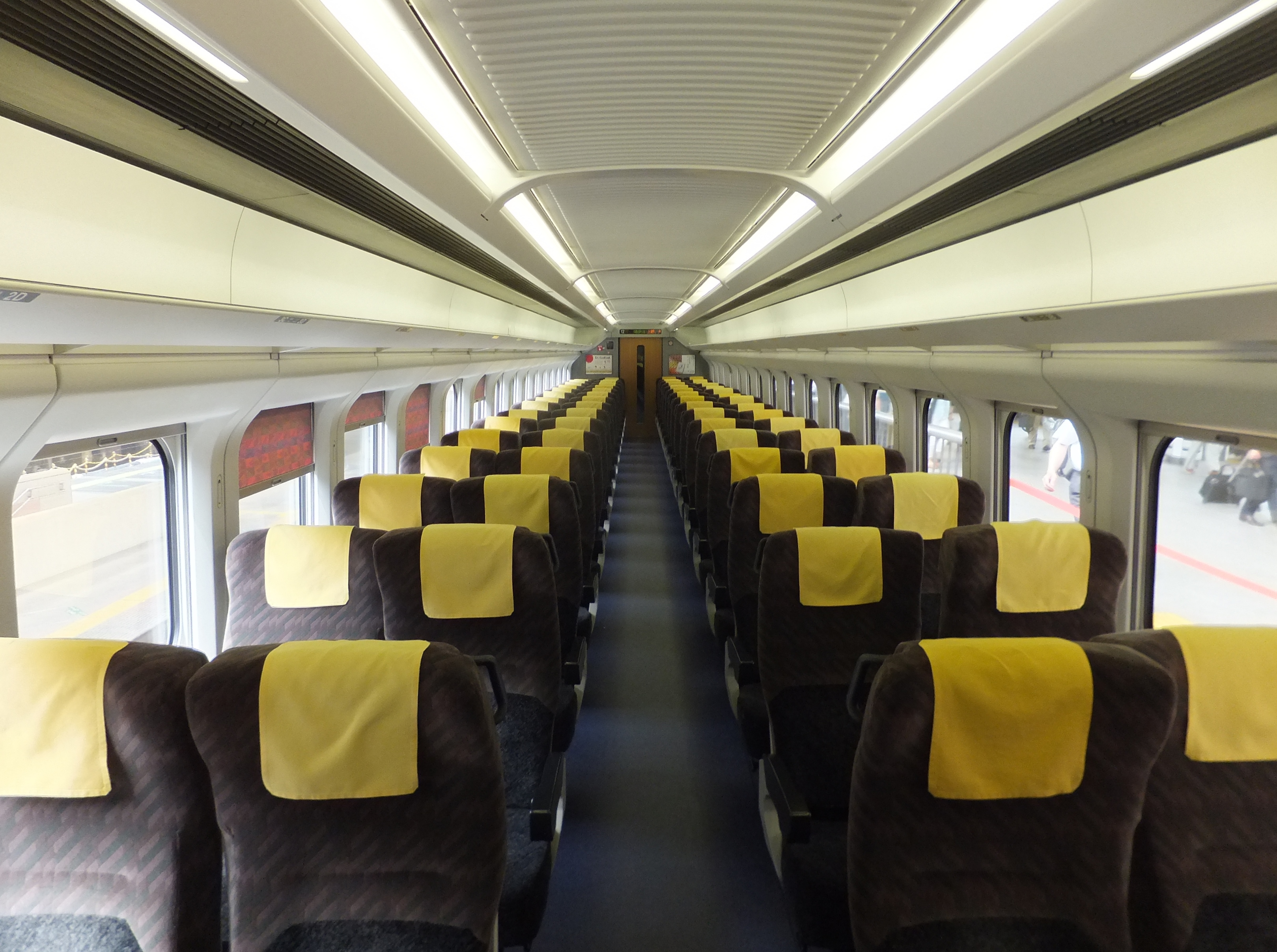
Interior de la Clase Estándar (Coche 12)
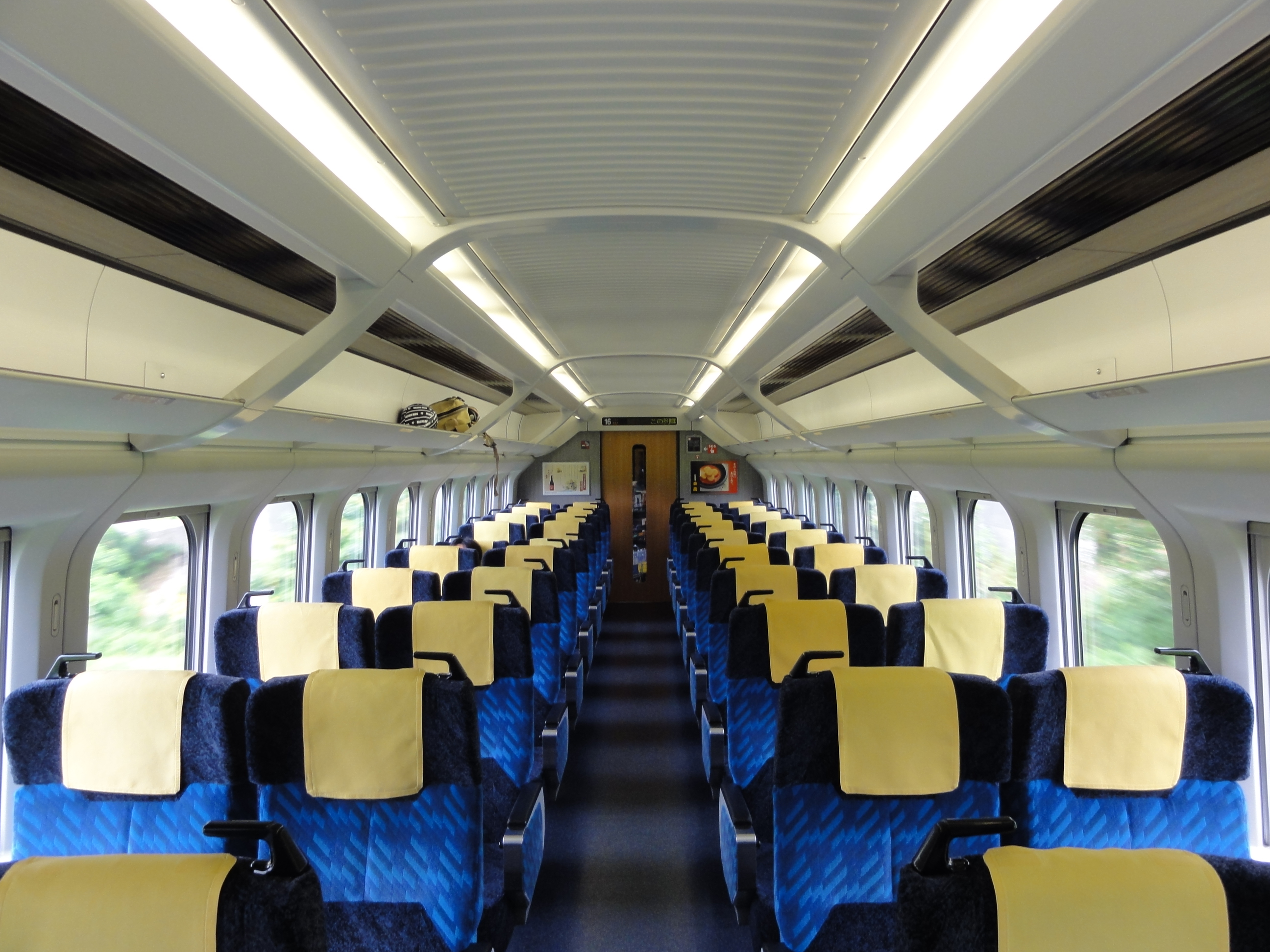
Interior de la Clase Estándar (Coche 16)

## Serie E3-1000

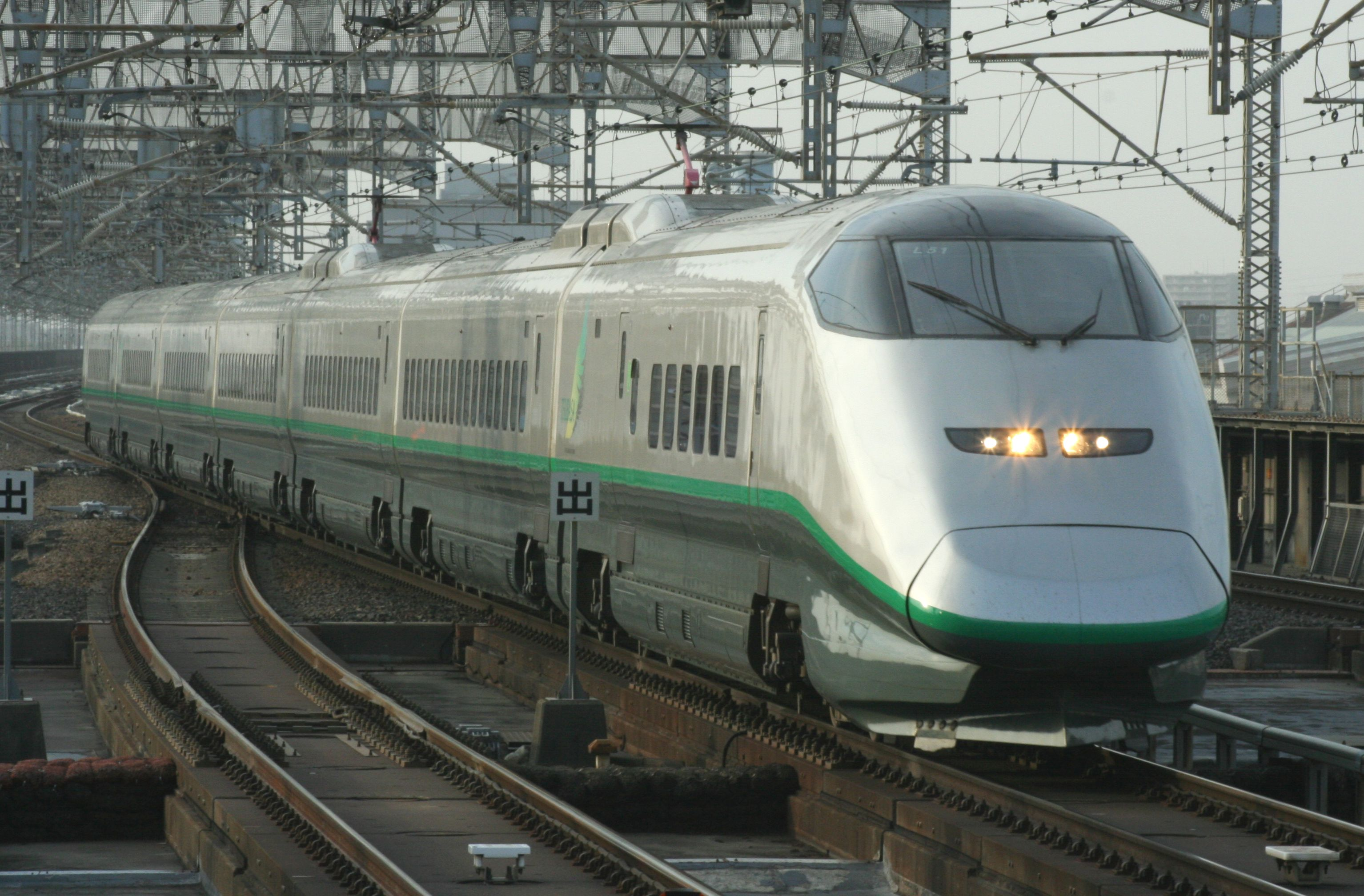
Tren L51 de la Serie E3-1000 en un servicio Tsubasa en abril de 2011

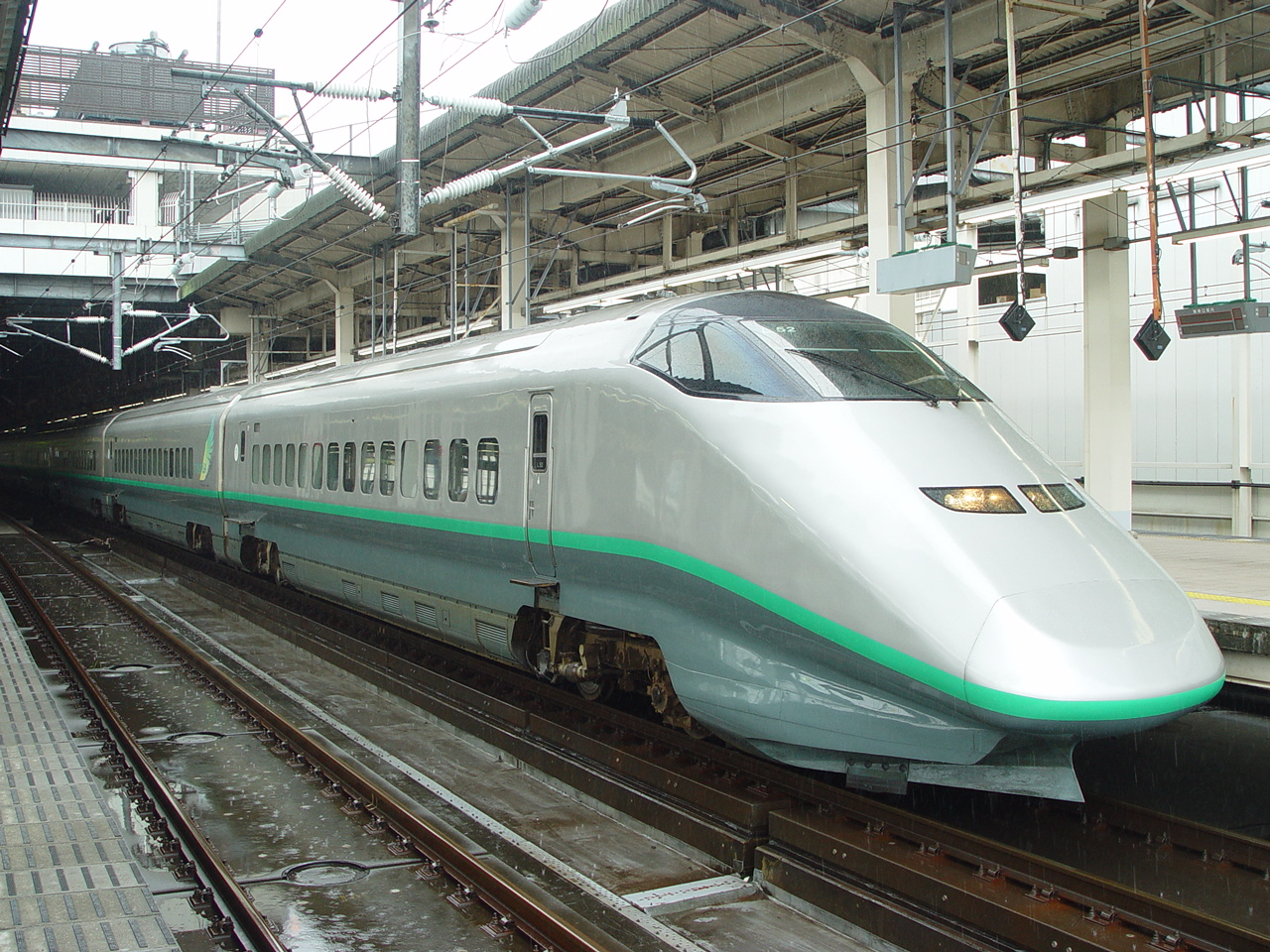
Tren L52 de la Serie E3-1000 en un servicio Tsubasa en julio de 2006

Se construyeron tres trenes de la Serie E3-1000 de 7 coches (numerados L51, L52 y L53) entre 1999 y 2005, para emplearse en los servicios Tsubasa del Yamagata Shinkansen desde el 4 de diciembre de 1999, con el fin de aumentar la flota de los trenes de la Serie 400 tras la extensión de la línea hasta Shinjo. A partir de 2014, se introdujeron otros dos trenes (L54 y L55), reformados a partir de los trenes "R" de la Serie E3-0 retirados del Akita Shinkansen, para reemplazar a las dos composiciones anteriores L51 y L52.

### Composición
Los conjuntos se forman como se muestra a continuación, con cinco coches motorizados ("M") y dos coches remolcados ("T") sin motor; con el coche 11 en el extremo de Tokio.
| Coche No.            | 11        | 12        | 13        | 14        | 15        | 16        | 17        |
| -------------------- | --------- | --------- | --------- | --------- | --------- | --------- | --------- |
| Denominación         | M1sc      | M2        | T1        | M2        | T2        | M1        | M2c       |
| Numeración           | E311-1000 | E326-1000 | E329-1000 | E326-1100 | E328-1000 | E325-1000 | E322-1000 |
| Capacidad (asientos) | 23        | 67        | 60        | 68        | 64        | 64        | 56        |

Los coches 12 y 14 están equipados con pantógrafos de un solo brazo PS206.

### Interior

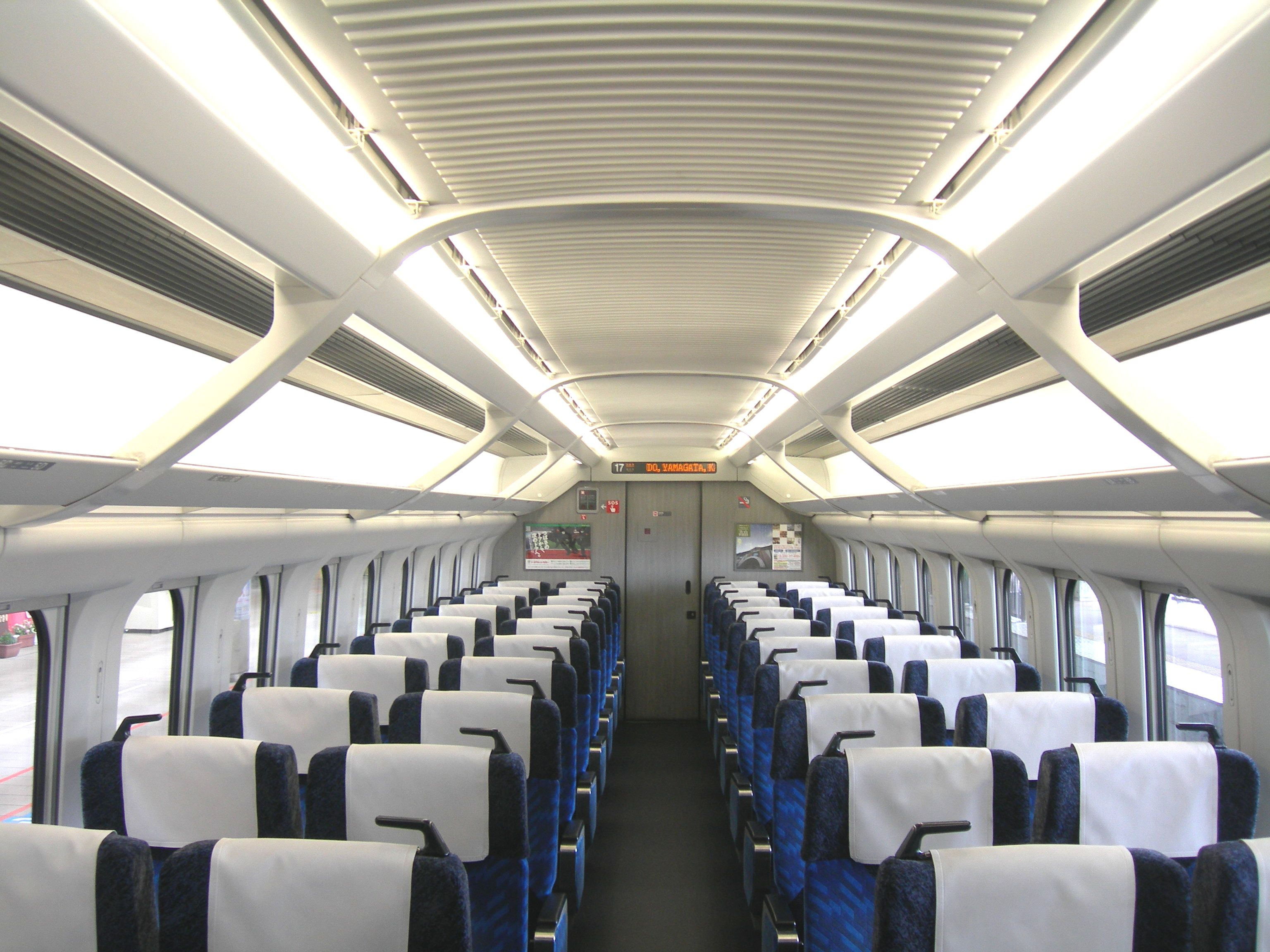
Interior de un coche de la Clase Estándar

### Historial de la flota

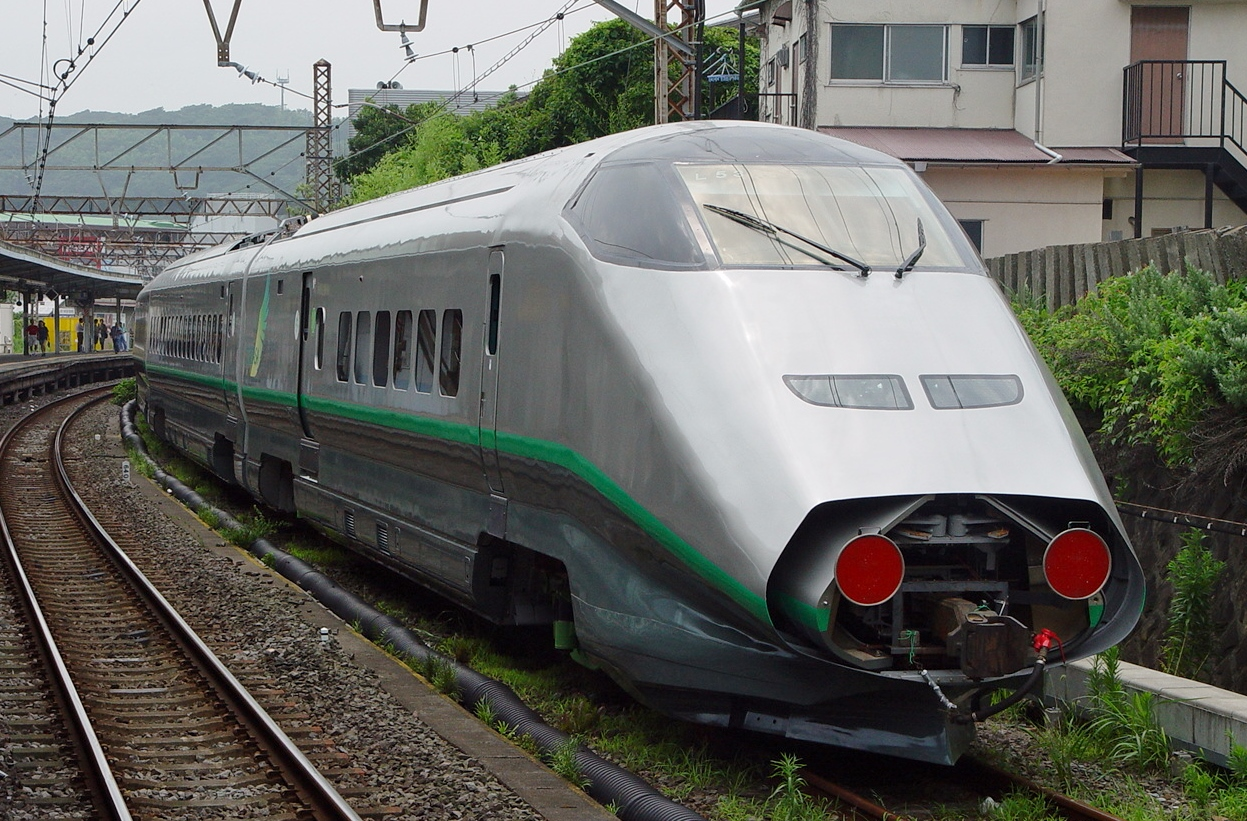
Tren L53 de la Serie E3-1000 entregado por Tokyu Car en julio de 2005

Los detalles de diseño son los que se muestran a continuación:
| Tren No. | Fabricante                | Fecha entrega            | Entrega                 | Retirada                | Observaciones                               |
| -------- | ------------------------- | ------------------------ | ----------------------- | ----------------------- | ------------------------------------------- |
| L51      | Tokyu Car                 | 11 de agosto de 1999     | -                       | 5 de septiembre de 2014 |                                             |
| L52      | Kawasaki Heavy Industries | 11 de septiembre de 1999 | -                       | 4 de febrero de 2015    |                                             |
| L53      | Tokyu Car                 | 17 de agosto de 2005     | 24 de noviembre de 2015 |                         |                                             |
| L54      | Kawasaki Heavy Industries | 30 de julio de 2014      | 30 de julio de 2014     |                         | Reconstruido a partir de los trenes R24+R25 |
| L55      | J-TREC                    | 13 de enero de 2015      | 13 de enero de 2015     |                         | Reconstruido a partir de los trenes R23+R26 |

### Detalles de la conversión L54/L55

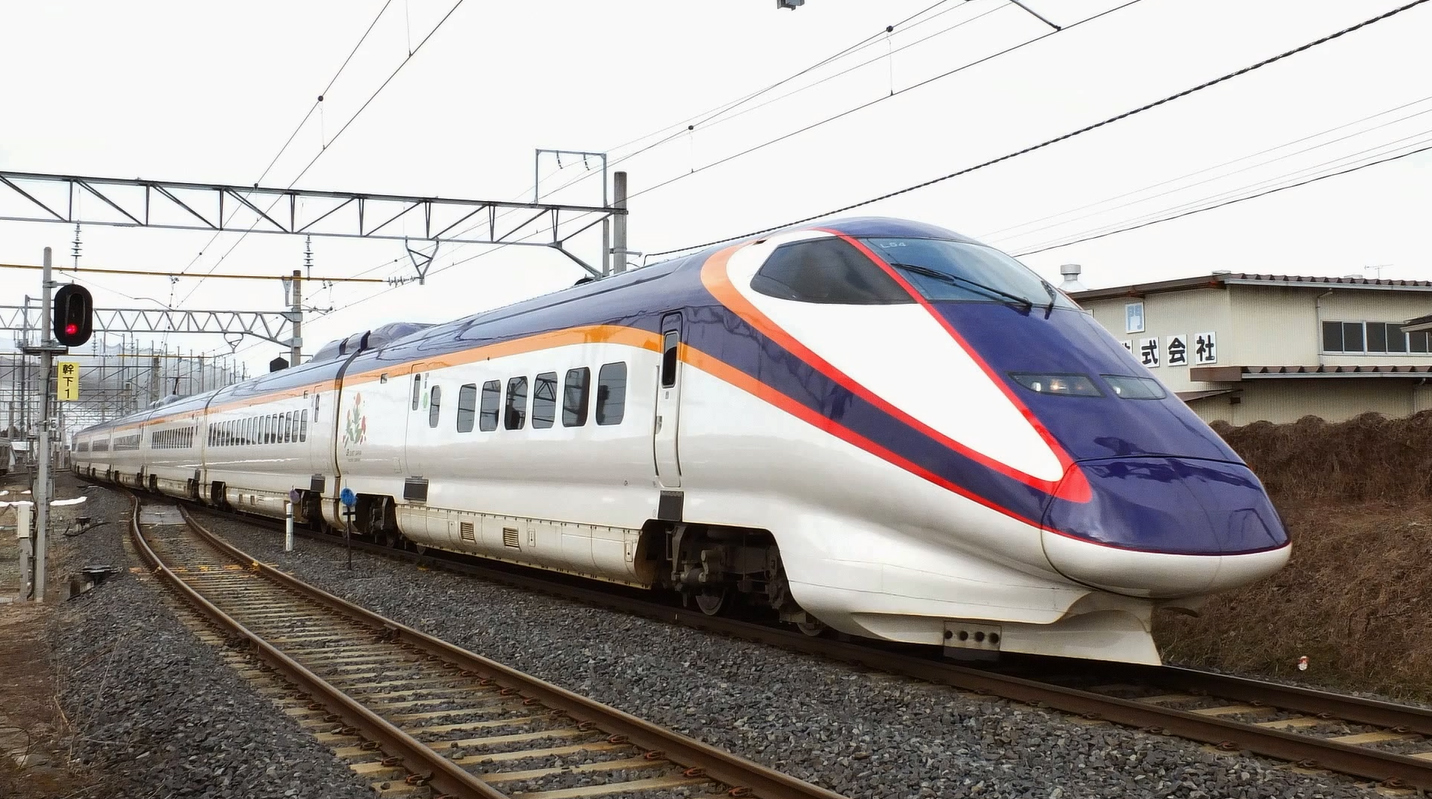
Tren L54 de la Serie E3-1000 en marzo de 2015

Las identidades anteriores de los coches reformados a partir de los trenes L54 y L55 se muestran a continuación:
| Tren No. | Coche No. | Serie No. | Tren No. Orig | Coche No. Orig | Serie No. Orig |
| -------- | --------- | --------- | ------------- | -------------- | -------------- |
| L54      | 11        | E311-1004 | R25           | 11             | E311-25        |
| L54      | 12        | E326-1004 | R25           | 12             | E326-25        |
| L54      | 13        | E329-1004 | R25           | 13             | E329-25        |
| L54      | 14        | E326-1104 | R24           | 12             | E326-24        |
| L54      | 15        | E328-1004 | R24           | 13             | E329-24        |
| L54      | 16        | E325-1004 | R25           | 15             | E325-25        |
| L54      | 17        | E322-1004 | R25           | 16             | E322-25        |
| L55      | 11        | E311-1005 | R26           | 11             | E311-25        |
| L55      | 12        | E326-1005 | R26           | 12             | E326-25        |
| L55      | 13        | E329-1005 | R26           | 13             | E329-26        |
| L55      | 14        | E326-1105 | R23           | 12             | E326-23        |
| L55      | 15        | E328-1005 | R23           | 13             | E329-23        |
| L55      | 16        | E325-1005 | R26           | 15             | E325-26        |
| L55      | 17        | E322-1005 | R26           | 16             | E322-26        |

## Serie E3-2000

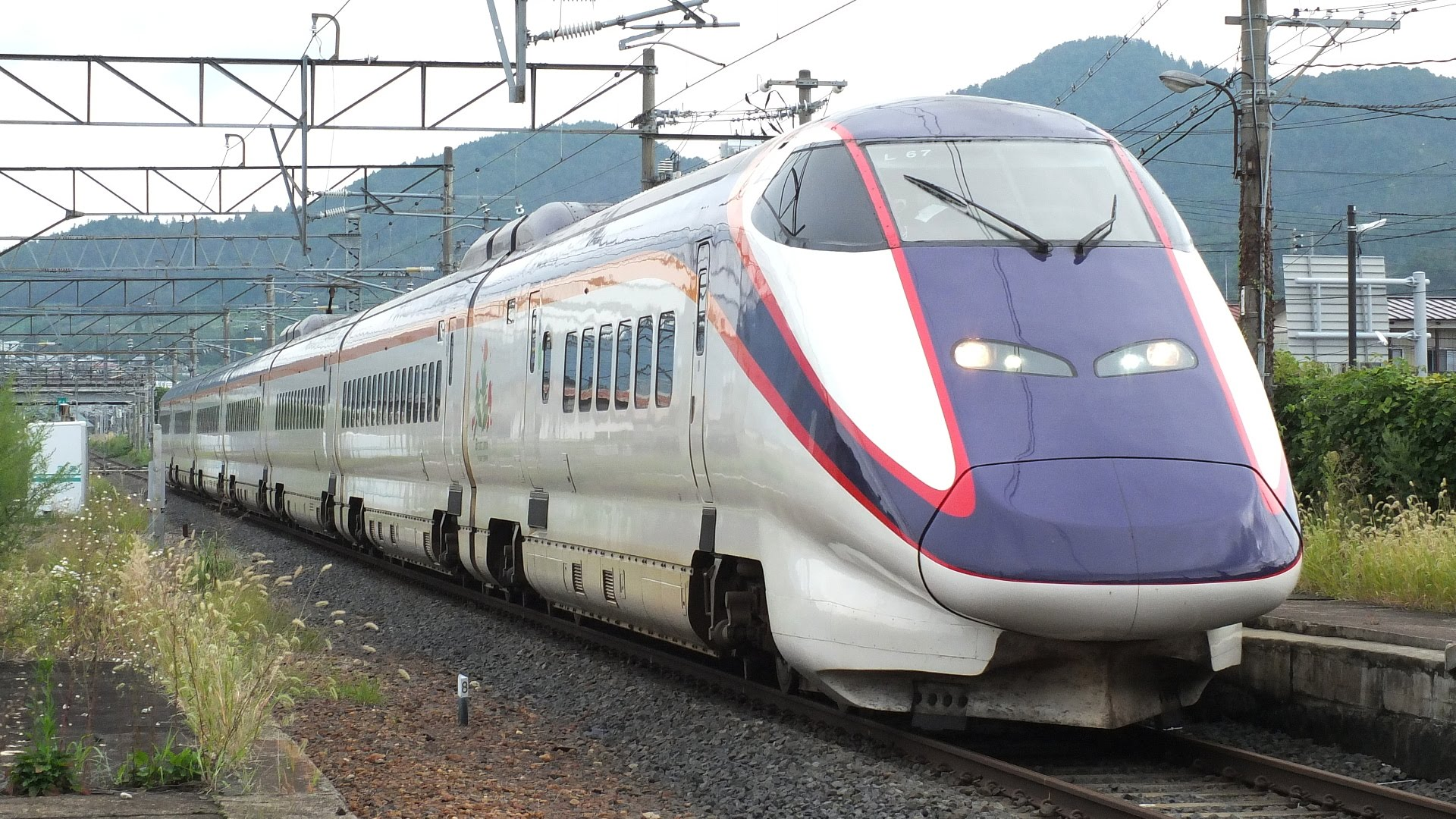
Tren L67 de la Serie E3-2000 revisado en un servicio Tsubasa del Yamagata Shinkansen en septiembre de 2015

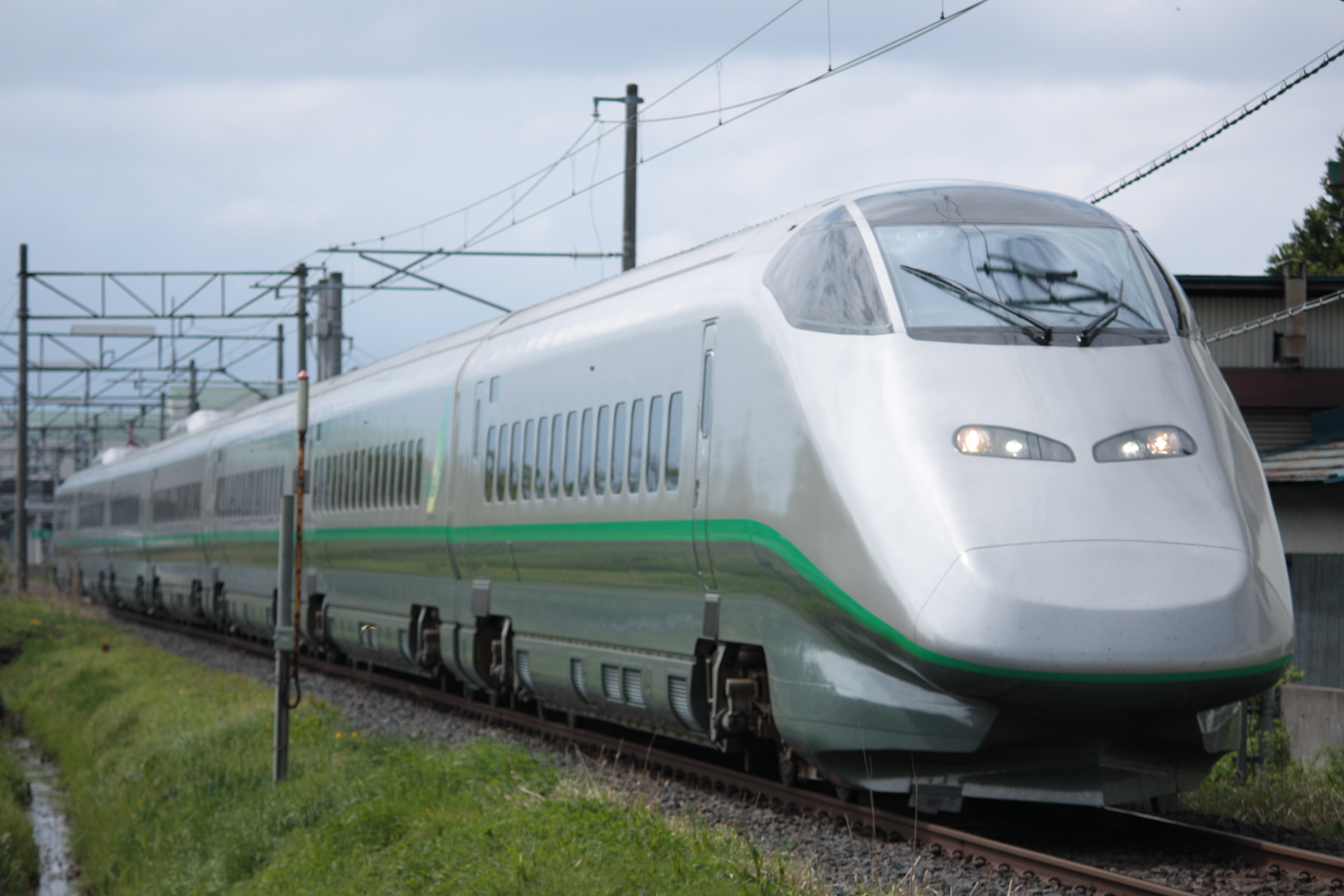
Tren L67 de la Serie E3-2000 con su librea original (mayo de 2009)

El primero de una flota de doce nuevos trenes de 7 coches de la Serie E3-2000 entró en operación en los servicios Tsubasa del Yamagata Shinkansen el 20 de diciembre de 2008. La nueva flota reemplazó totalmente a los trenes de la Serie 400 más antiguos en el verano de 2009. Los nuevos trenes incorporaban mejoras de diseño, como suspensión activa, indicadores LED de destino a todo color y tomas de corriente alterna en todos los coches. La capacidad de asientos en los coches 16 y 17 se redujo en 4 (una fila de asientos) en comparación con la Serie E3-1000, para proporcionar una distancia entre asientos uniforme en todos los coches (anteriormente, la distancia entre asientos se reducía en los coches sin reserva).

### Composición
| Coche No.            | 11        | 12        | 13        | 14        | 15        | 16        | 17        |
| -------------------- | --------- | --------- | --------- | --------- | --------- | --------- | --------- |
| Denominación         | M1sc      | M2        | T1        | M2        | T2        | M1        | M2c       |
| Numeración           | E311-2000 | E326-2000 | E329-2000 | E326-2100 | E328-2000 | E325-2000 | E322-2000 |
| Capacidad (asientos) | 23        | 67        | 60        | 68        | 64        | 60        | 52        |

Los coches 12 y 14 están equipados con pantógrafos de un solo brazo PS206.

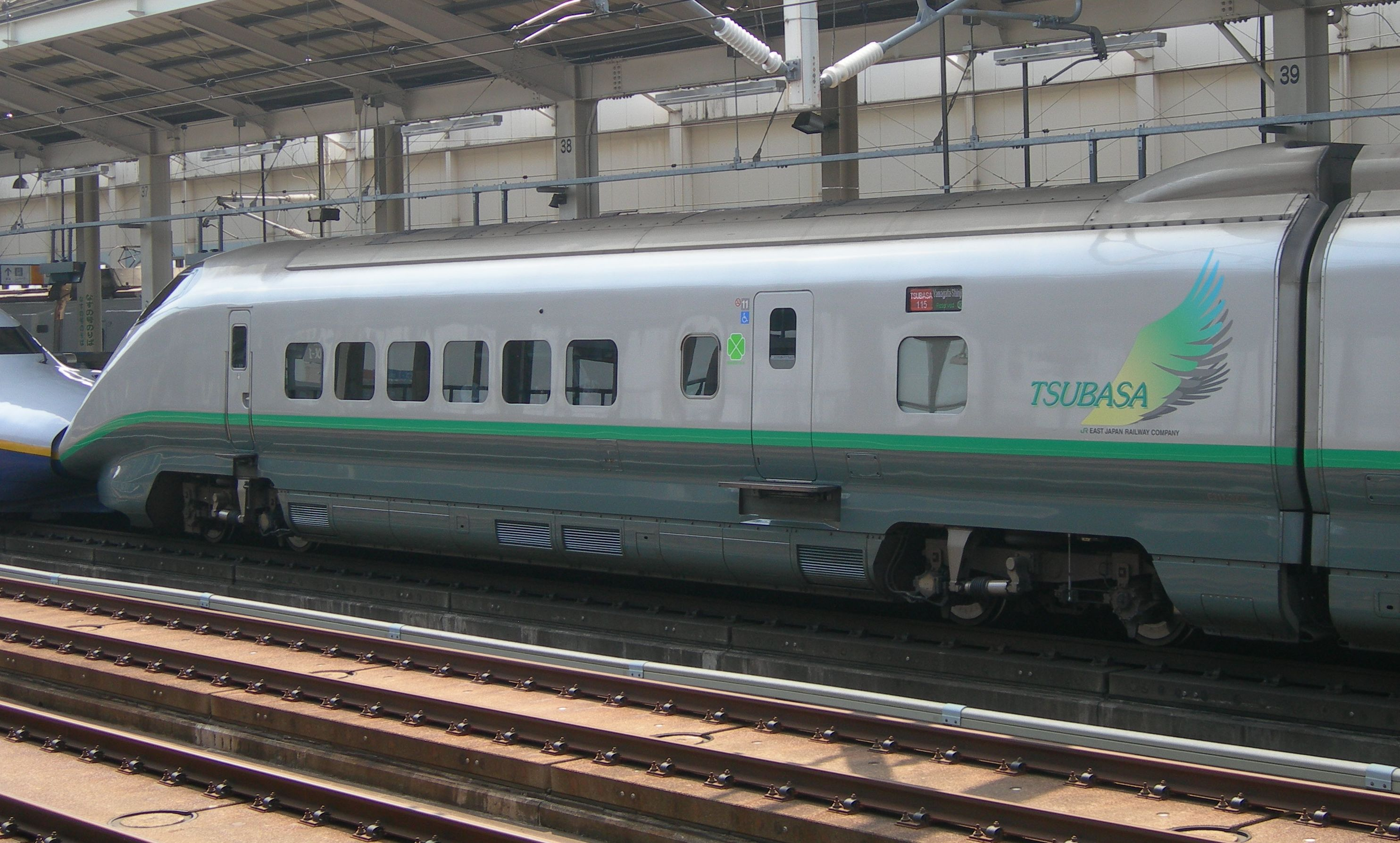
E311-2009 (coche 11)
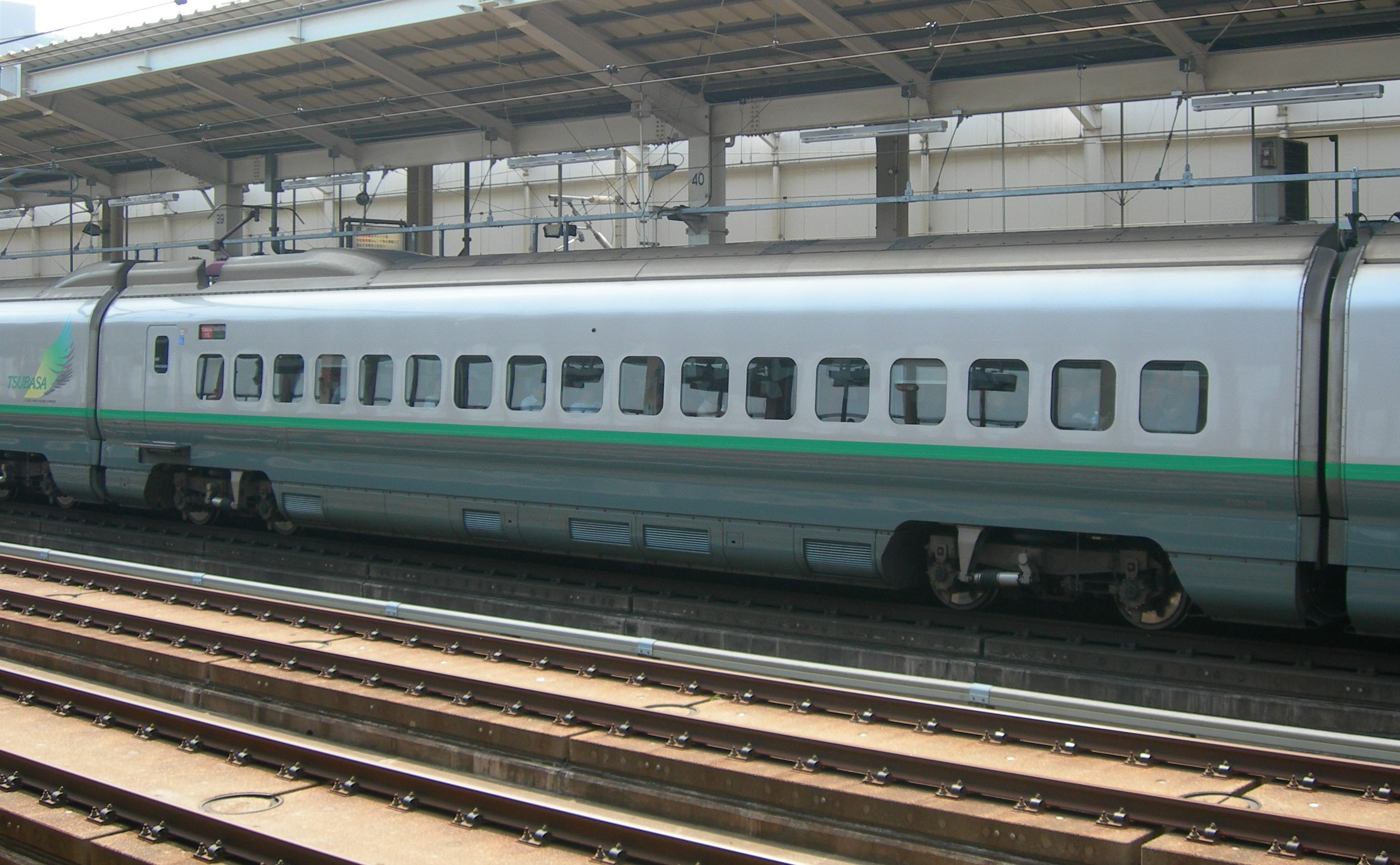
E326-2009 (coche 12)
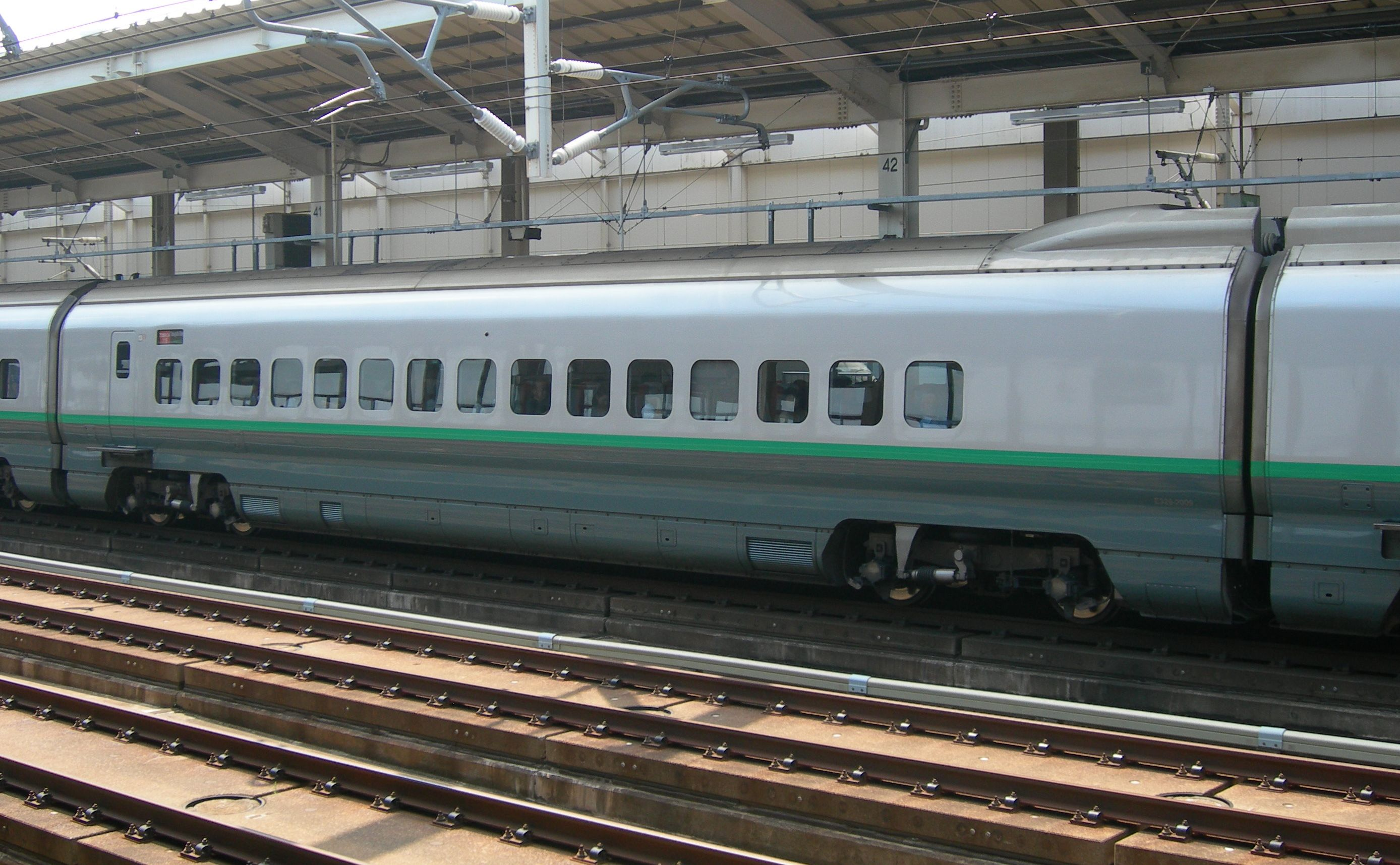
E329-2009 (coche 13)
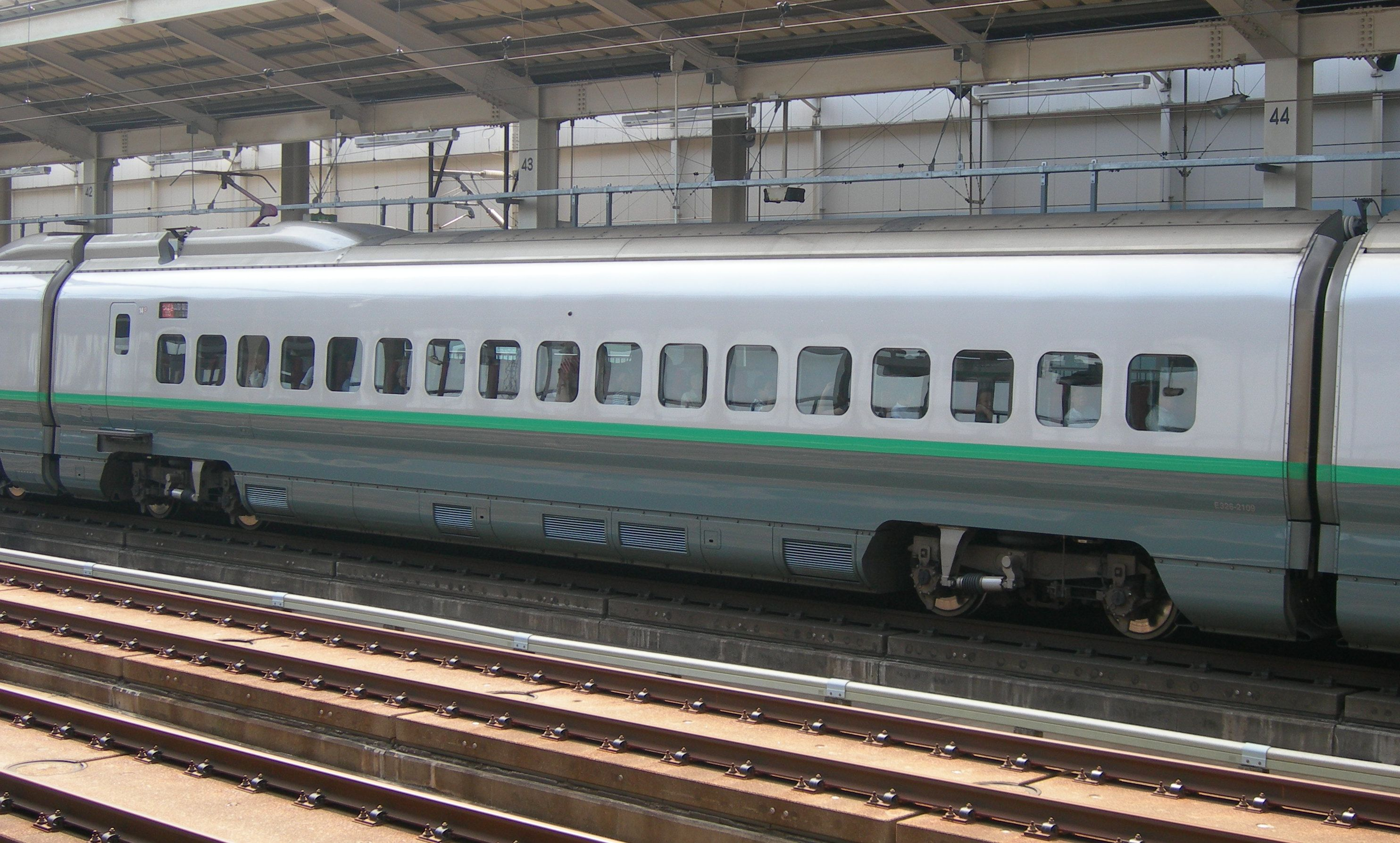
E326-2109 (coche 14)
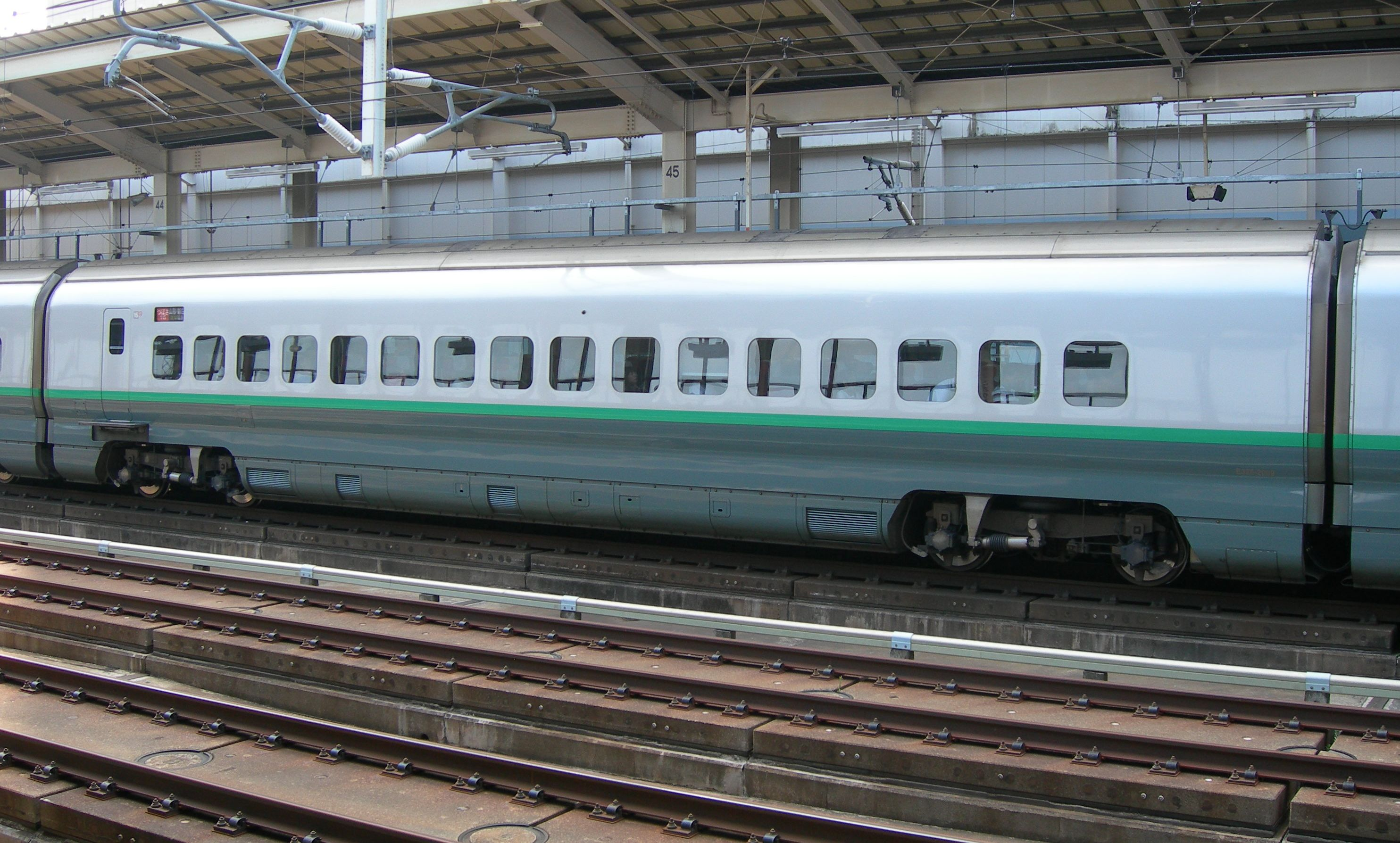
E328-2009 (coche 15)
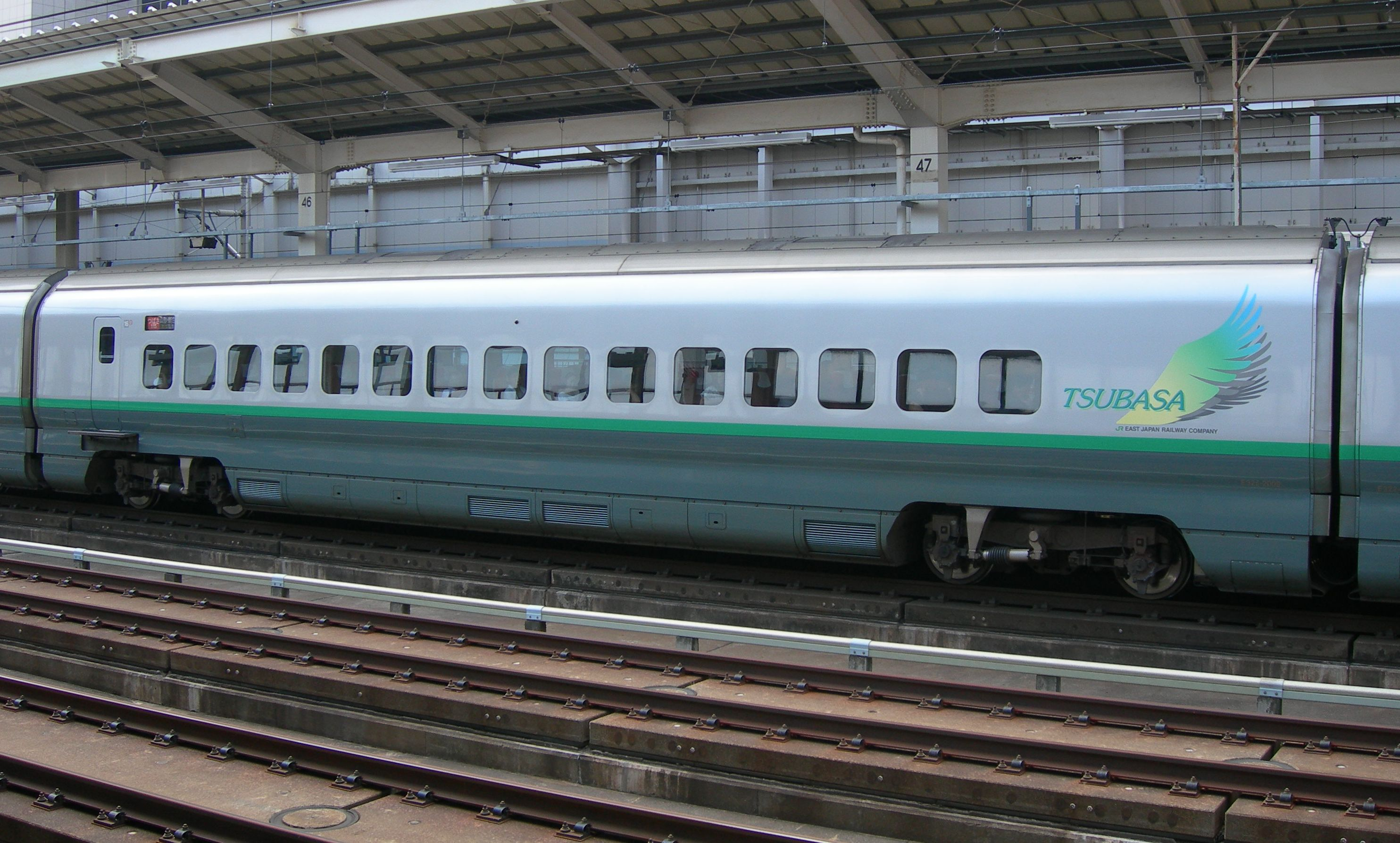
E325-2009 (coche 16)
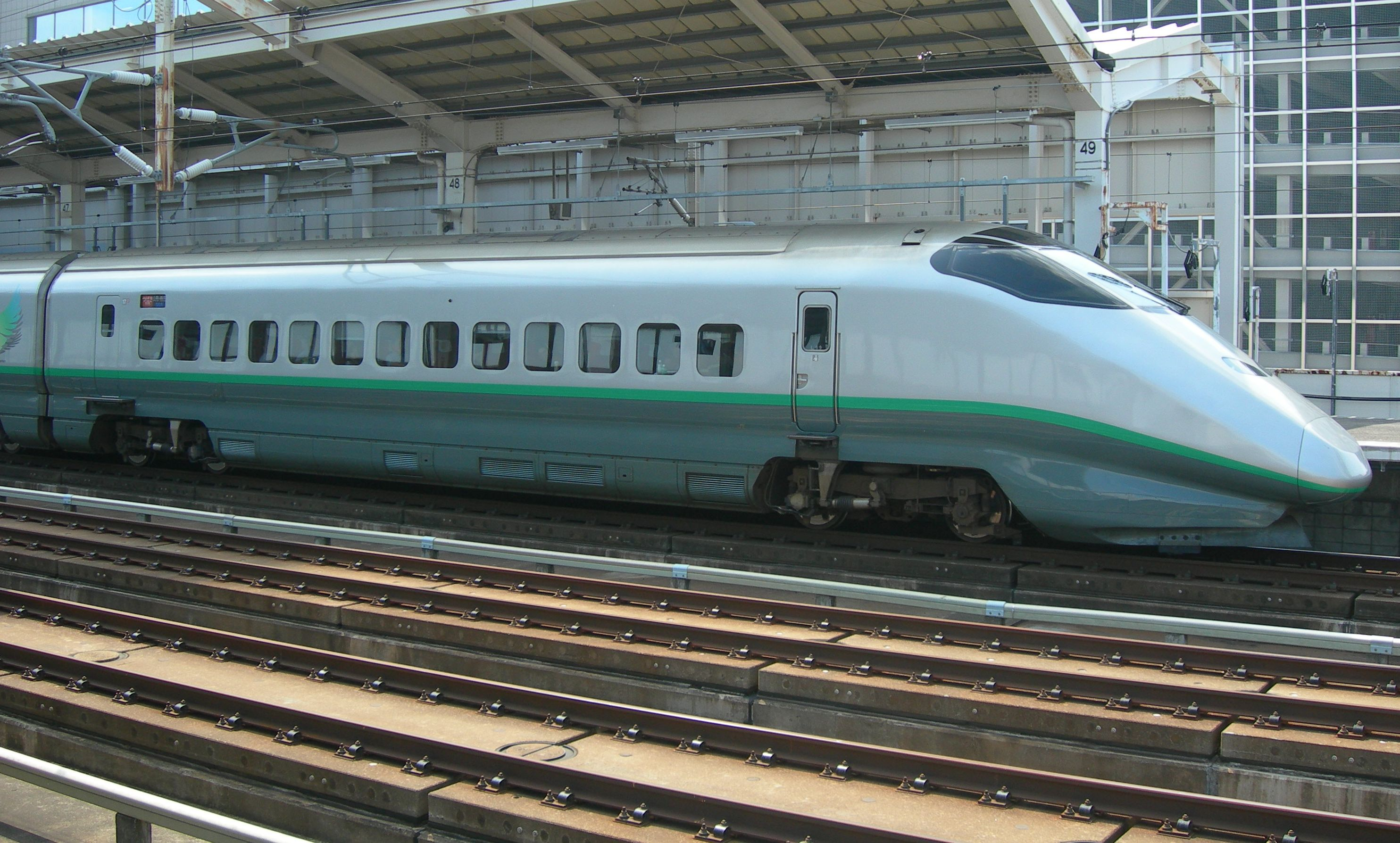
E322-2009 (coche 17)

### Historial de la flota
En enero de 2016, la flota de la Serie E3-2000 era la siguiente:
| Tren No. | Fabricante  | Fecha entrega          | Reenvío                  |
| -------- | ----------- | ---------------------- | ------------------------ |
| L61      | Kawasaki HI | 9 de octubre de 2008   | 6 de julio de 2016       |
| L62      | Kawasaki HI | 9 de diciembre de 2008 |                          |
| L63      | Kawasaki HI | 7 de enero de 2009     | 24 de noviembre de 2015  |
| L64      | Kawasaki HI | 17 de febrero de 2009  | 25 de abril de 2014      |
| L65      | Kawasaki HI | 3 de marzo de 2009     | 6 de junio de 2014       |
| L66      | Kawasaki HI | 25 de marzo de 2009    | 22 de octubre de 2014    |
| L67      | Tokyu Car   | 28 de marzo de 2009    | 12 de noviembre de 2014  |
| L68      | Kawasaki HI | 14 de abril de 2009    | 5 de diciembre de 2014   |
| L69      | Kawasaki HI | 19 de mayo de 2009     | 23 de febrero de 2015    |
| L70      | Kawasaki HI | 30 de junio de 2009    | 6 de abril de 2016       |
| L71      | Kawasaki HI | 22 de julio de 2009    | 24 de abril de 2016      |
| L72      | Kawasaki HI | 25 de marzo de 2010    | 18 de septiembre de 2015 |

### Interior

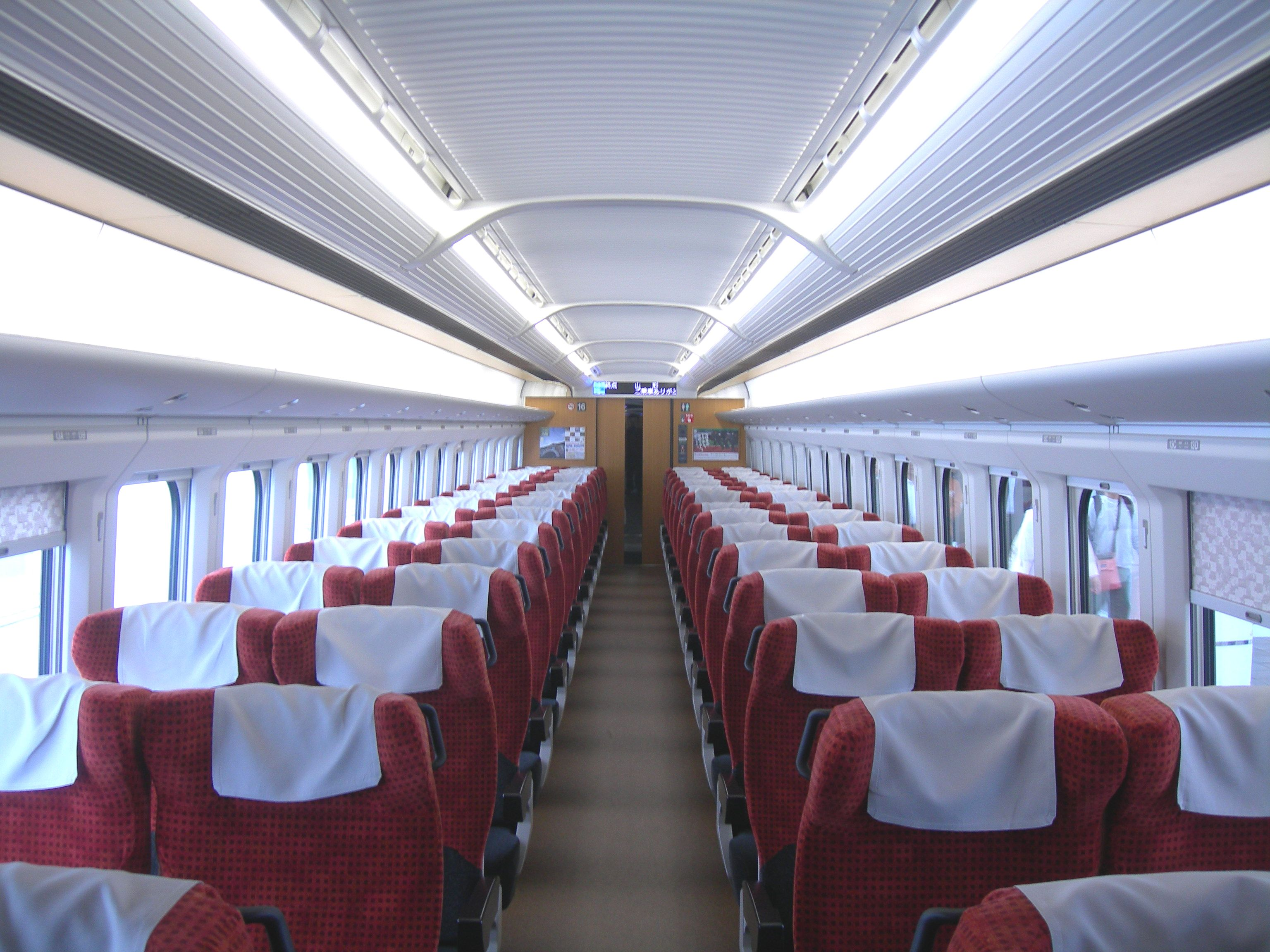
Interior de un coche de la Clase Estándar

### Repintado

#### Nueva librea

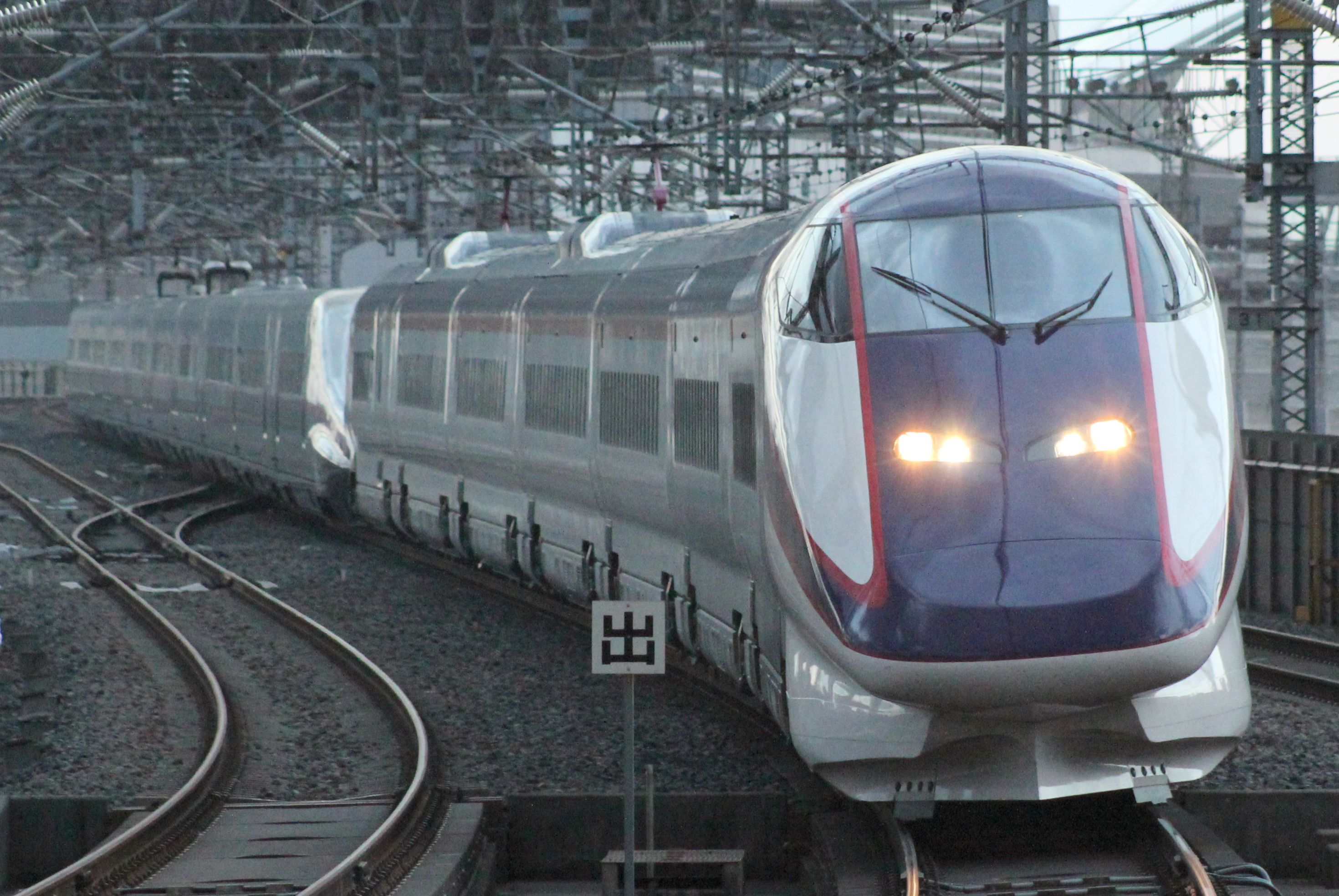
El primer tren con la nueva librea (unidad L64), en mayo de 2014

A partir de la primavera de 2014, la flota entera de 15 series de los tipos E3-1000 y E3-2000 Tsubasa se volvió a pintar gradualmente con una nueva librea ideada por el diseñador industrial Ken Okuyama. La nueva librea de fondo blanco, que evocaba la nieve del monte Zaō, morado oscuro inspirado en el plumaje del pato mandarín, el ave de la prefectura de Yamagata, junto con el amarillo y rojo del cartamo, la flor de la prefectura de Yamagata. El primer conjunto repintado aparece a finales de abril. Tres trenes fueron repintados en junio de 2014 y el resto de la flota de 15 composiciones fue repintado a mediados de 2016.

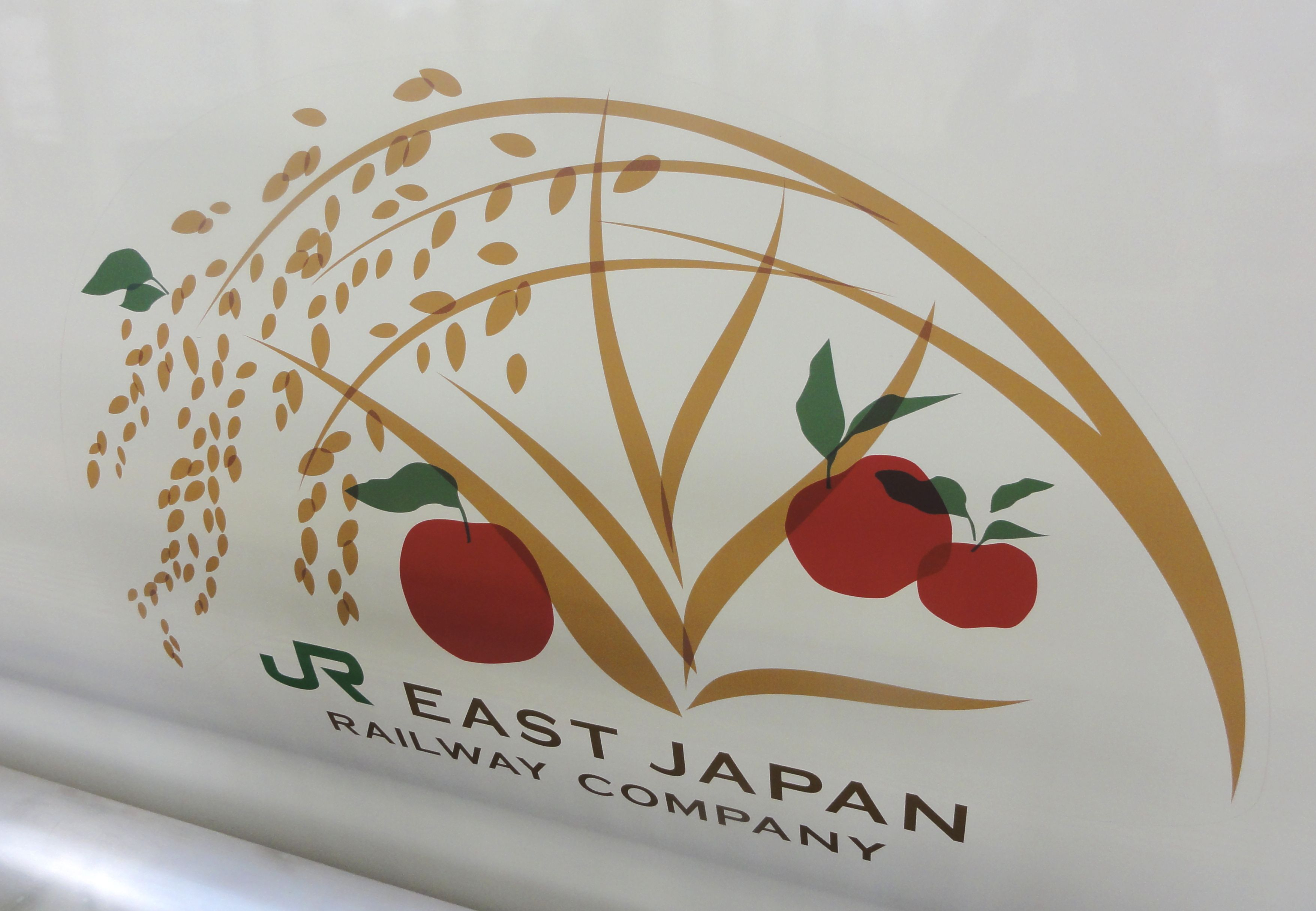
Motivo de manzana y arroz
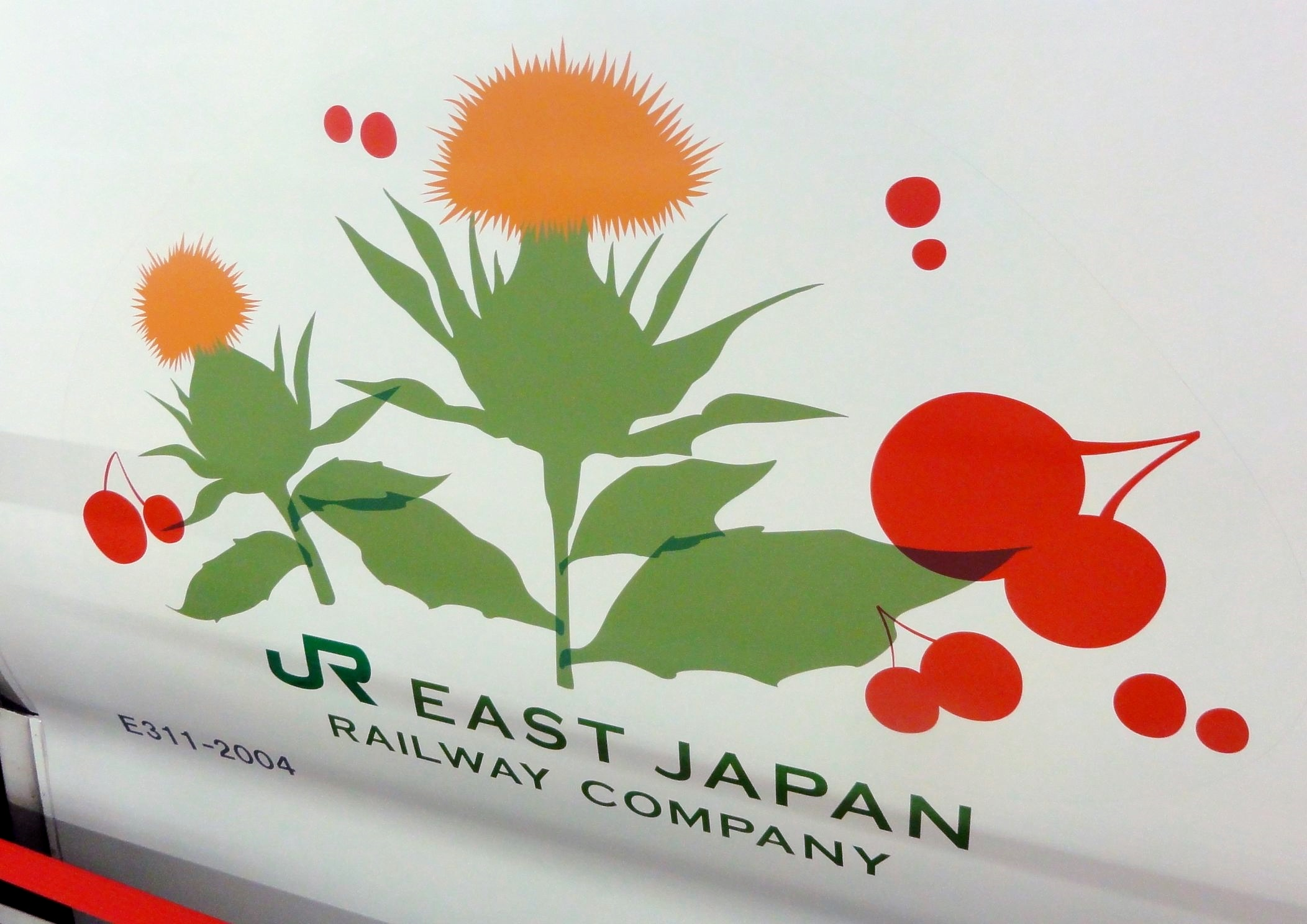
Motivo de cereza y cártamo

#### Librea original (revisión de 2023)
El 11 de febrero de 2023, el tren L65 se volvió a pintar con la librea plateada y verde original utilizada en el momento de la introducción de los servicios Tsubasa, operativos hasta 2016. Según el JR Este, el repintado se realizó para promover el Yamagata Shinkansen.

## Tren de excursión Serie E3-700Toreiyu

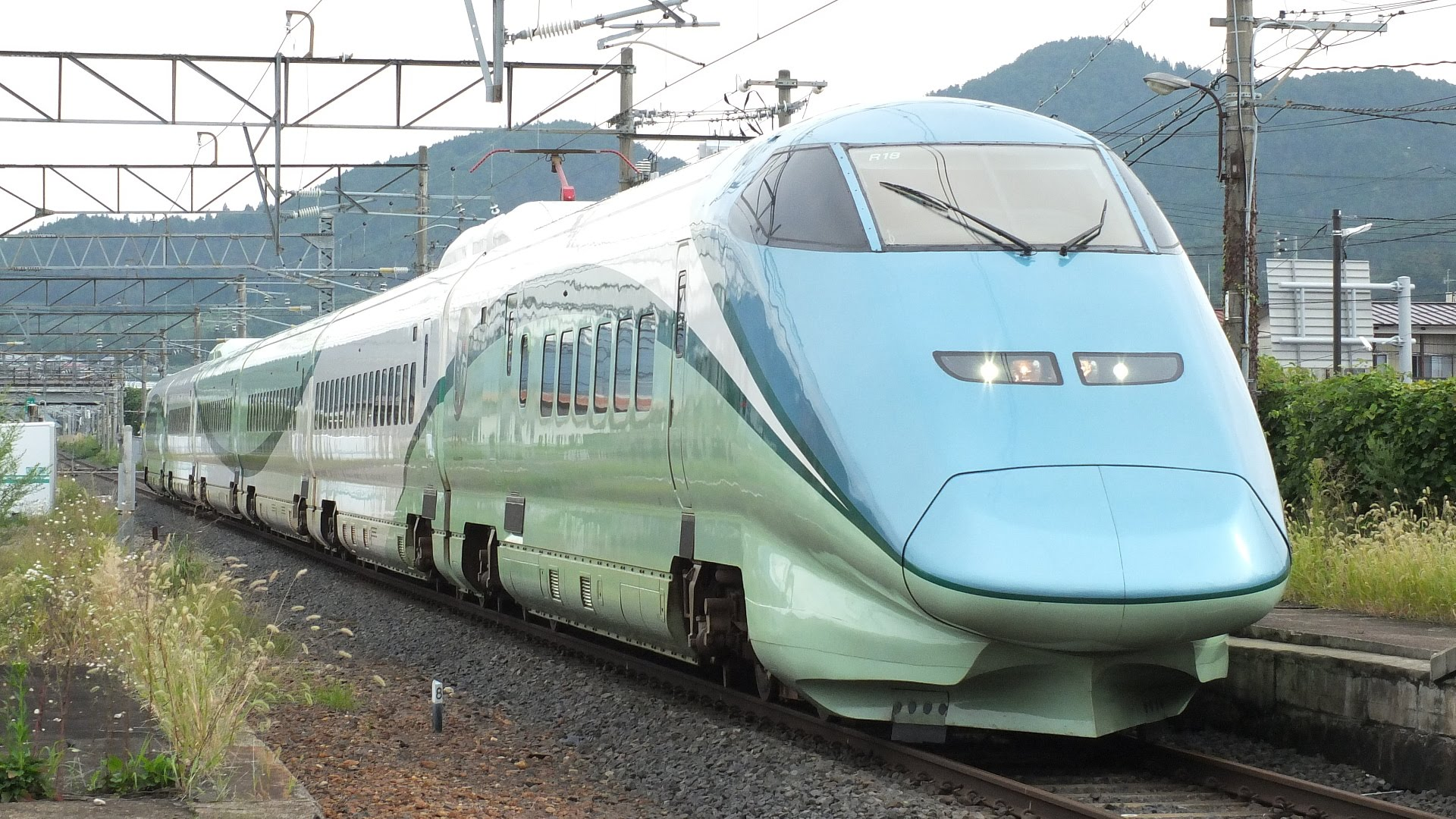
Tren R18 Serie E3-700 Toreiyu (septiembre de 2015)

Se trataba de un tren de seis coches reconstruido a partir del antiguo tren Akita Shinkansen R18 como un composición para excursiones denominada  (とれいゆ Toreiyu?) para su uso en el Yamagata Shinkansen entre Fukushima y Shinjo, que entró en servicio en julio de 2014. El trabajo de puesta al día fue supervisado por el diseñador industrial Ken Okuyama. El conjunto de seis coches tenía una capacidad total de 143 pasajeros. El coche 11 era un vehículo de Clase Estándar con asientos reservados dispuestos de 2 en 2, los coches 12 a 14 presentaban asientos de estilo japonés con tapicería estilo "tatami", el coche 15 era un salón con barra de bar y el coche 16 disponía de baños de pies "ashiyu. El nombre del tren es un acrónimo de la palabra inglesa "train" y de la palabra francesa "soleil" (sol), y normalmente se utilizaba en servicios especiales Toreiyu Tsubasa que funcionaban los fines de semana. El servicio se canceló en marzo de 2022.

### Composición
El tren Toreiyu tenía su base en el Depósito de Yamagata, y se compuso como se muestra a continuación, con el coche 11 en el lado de Fukushima.
| Coche n.º     | 11           | 12                         | 13                         | 14                         | 15                   | 16                  |
| ------------- | ------------ | -------------------------- | -------------------------- | -------------------------- | -------------------- | ------------------- |
| Denominación  | M1c          | M2                         | T1                         | T2                         | M1                   | M2c                 |
| Numeración    | E321-701     | E326-701                   | E329-701                   | E328-701                   | E325-701             | E322-701            |
| Instalaciones | Asientos 2+2 | Asientos de estilo japonés | Asientos de estilo japonés | Asientos de estilo japonés | Salón + barra de bar | Baño de pies Ashiyu |

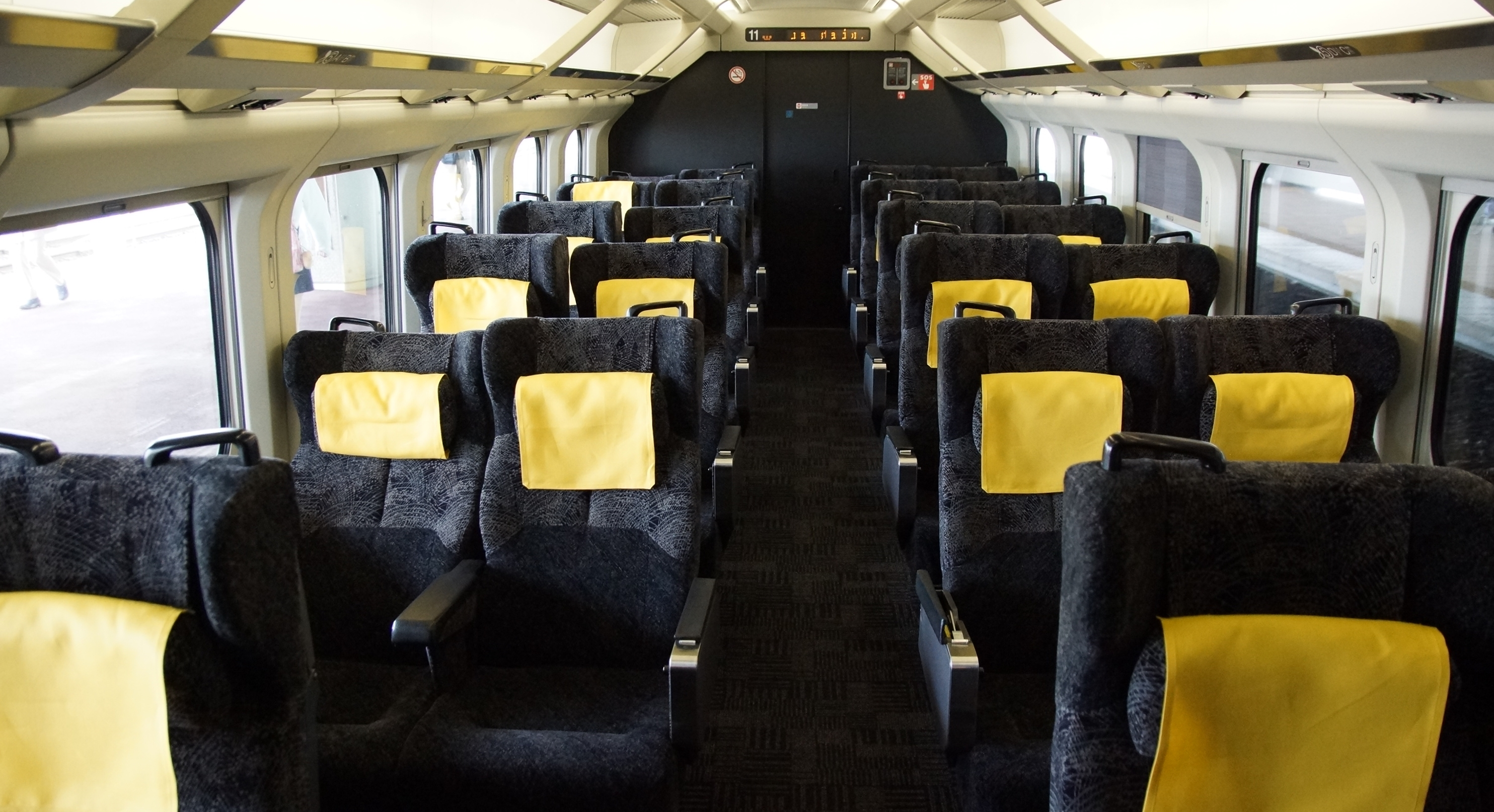
Interior del coche 11 con asientos convencionales
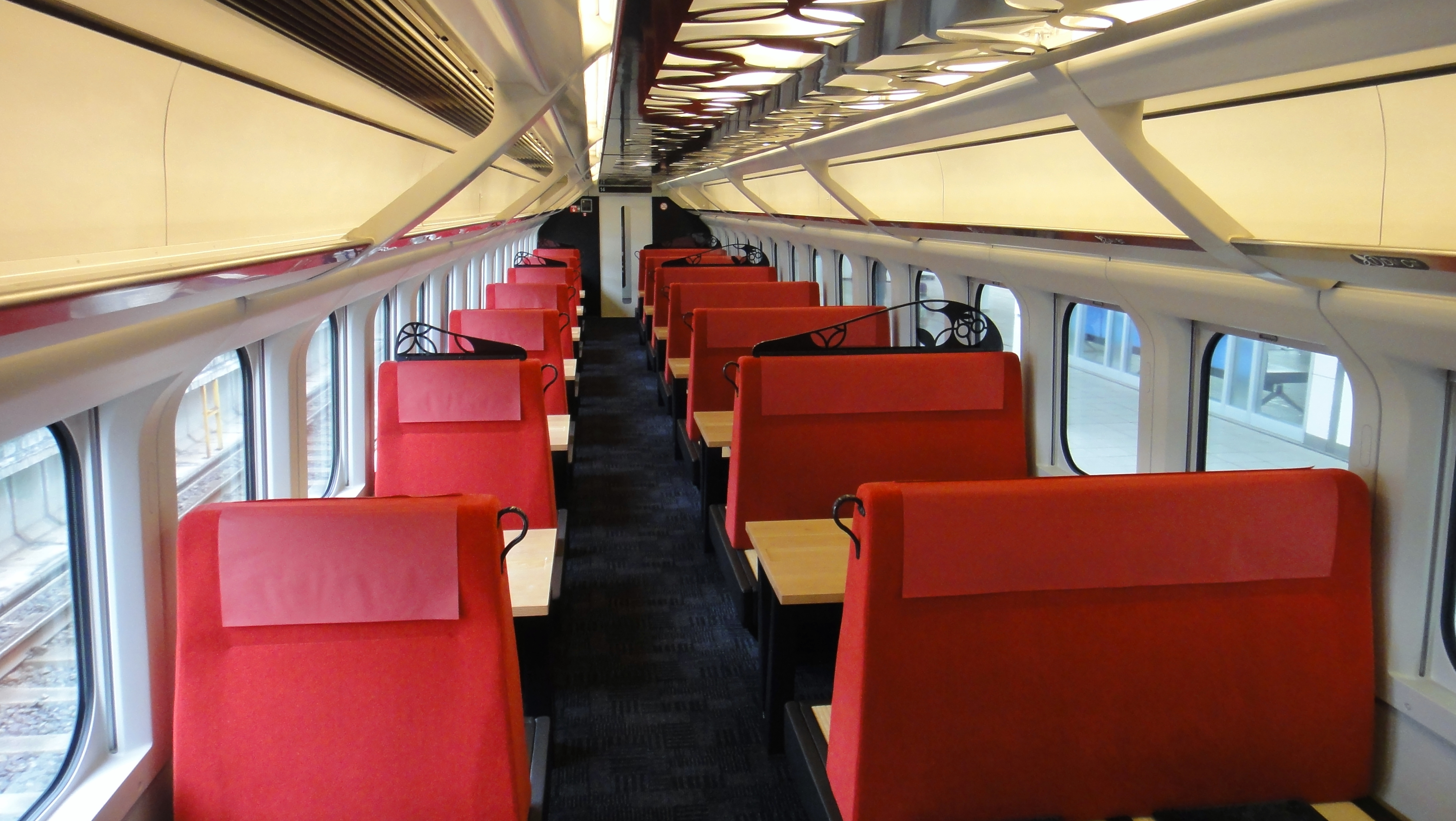
Interior del coche 14 con asientos tatami de estilo japonés
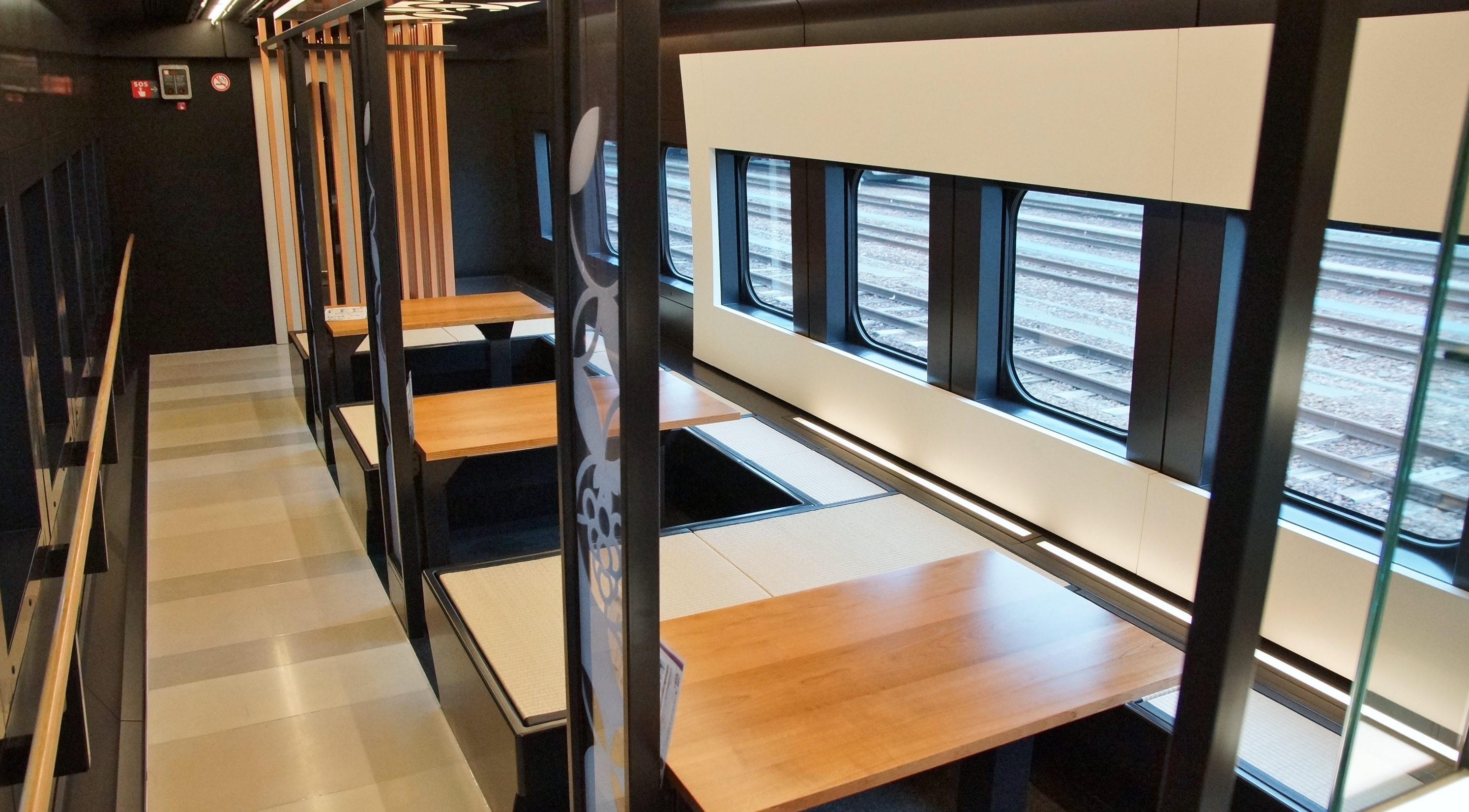
El bar tatami en el coche 15
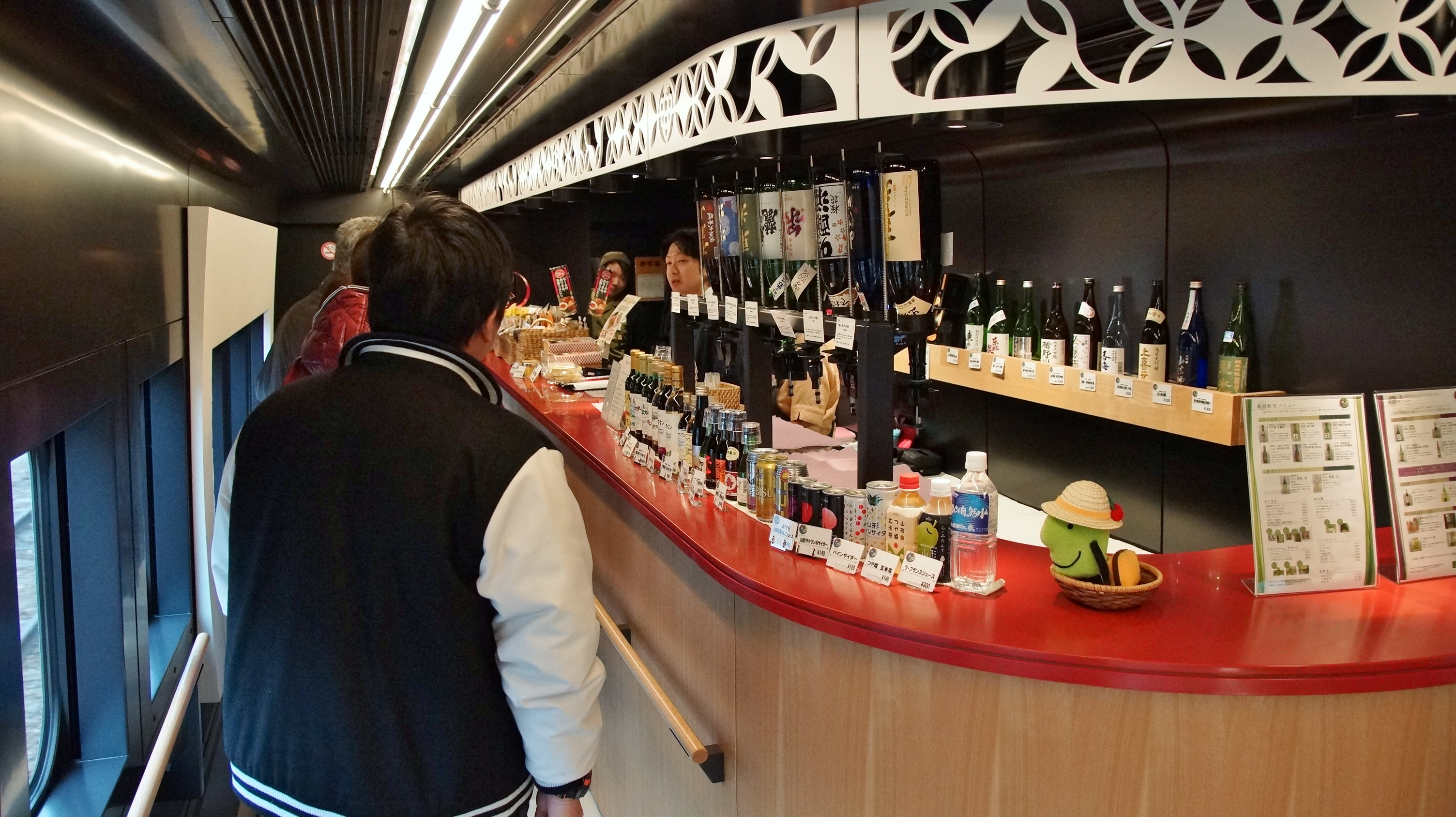
La barra del bar en el coche 15
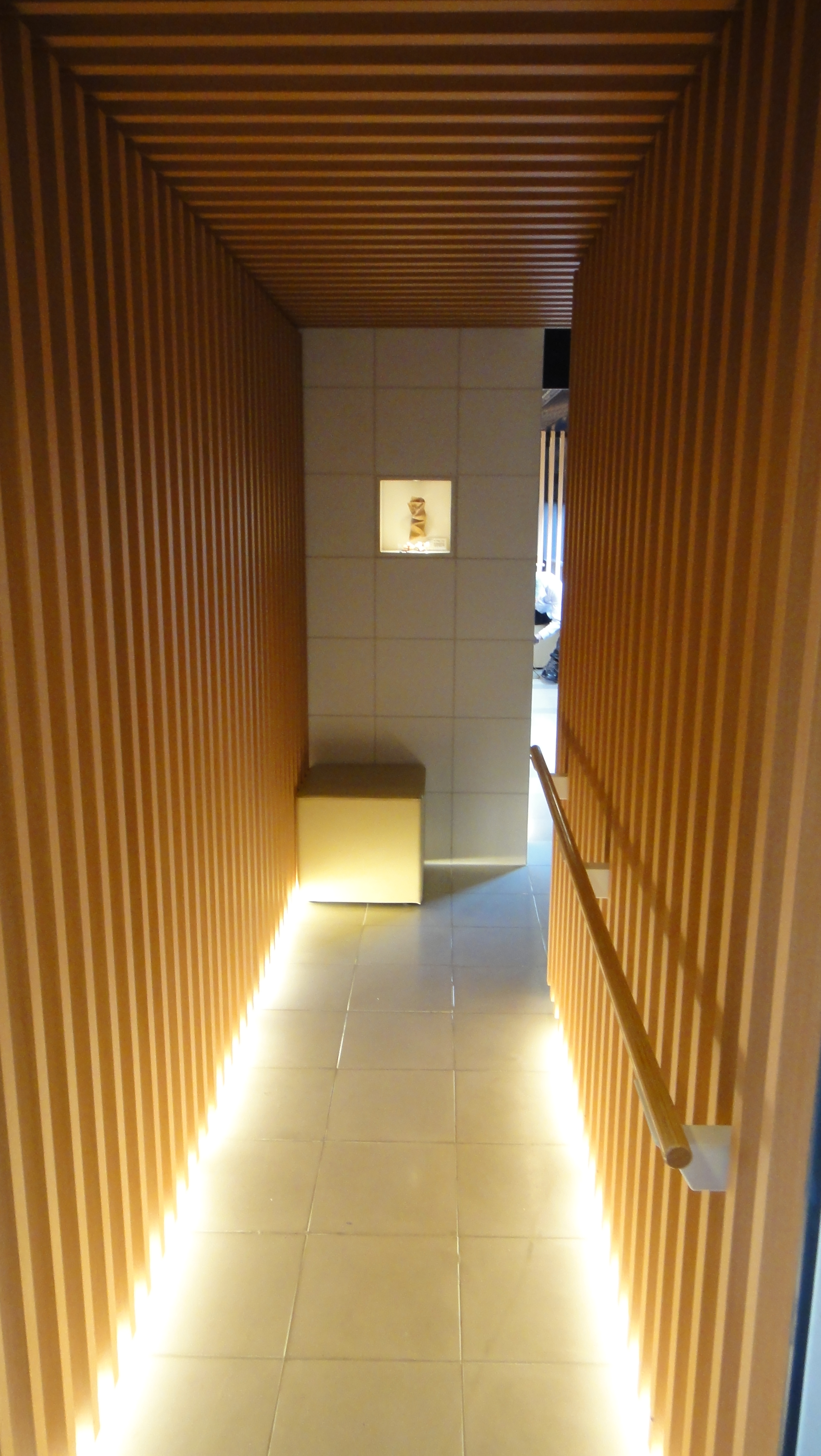
Entrada al coche 16
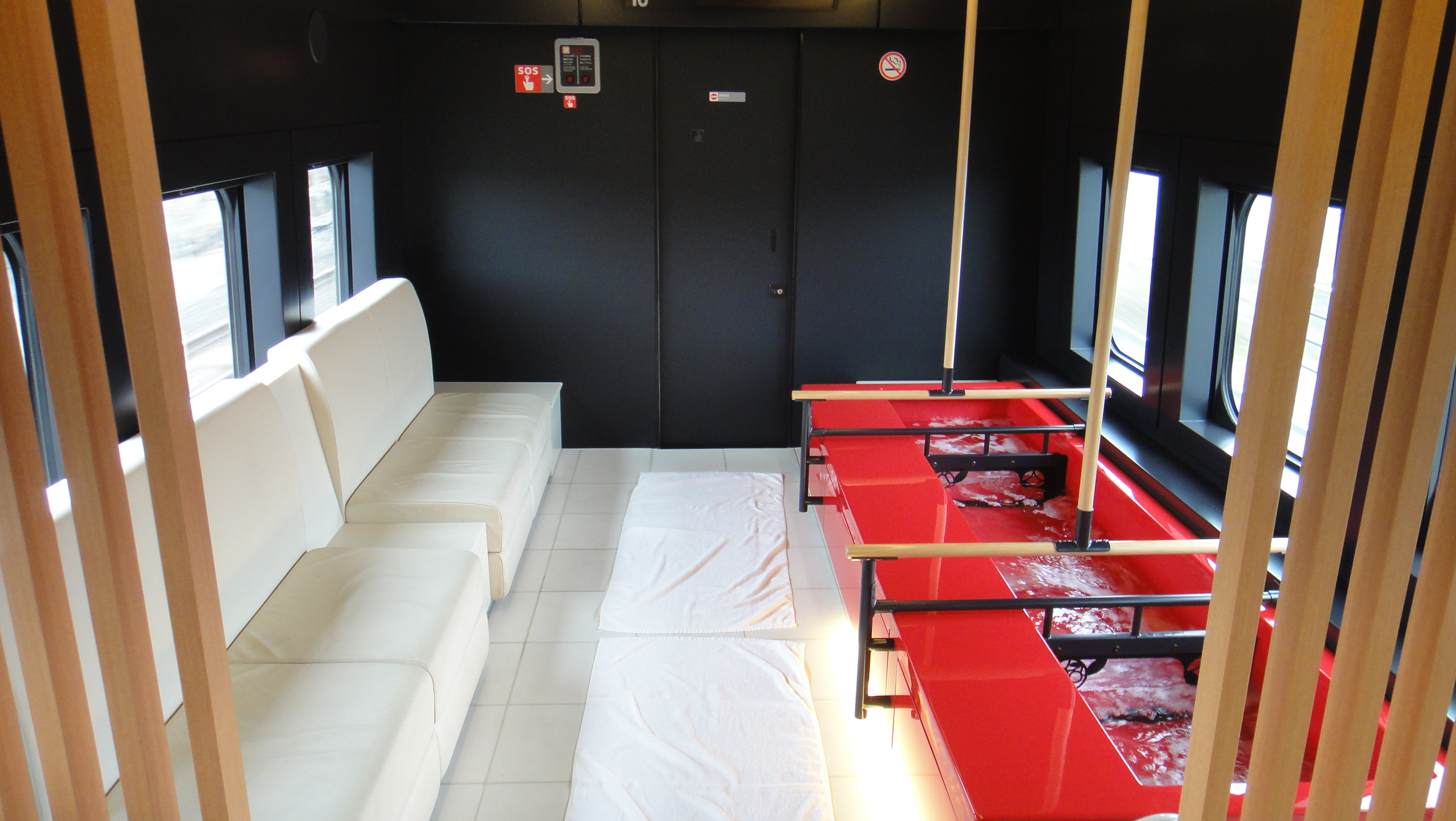
El baño de pies ashiyu en un extremo del coche 16

## Tren de excursión Serie E3-700Genbi Shinkansen

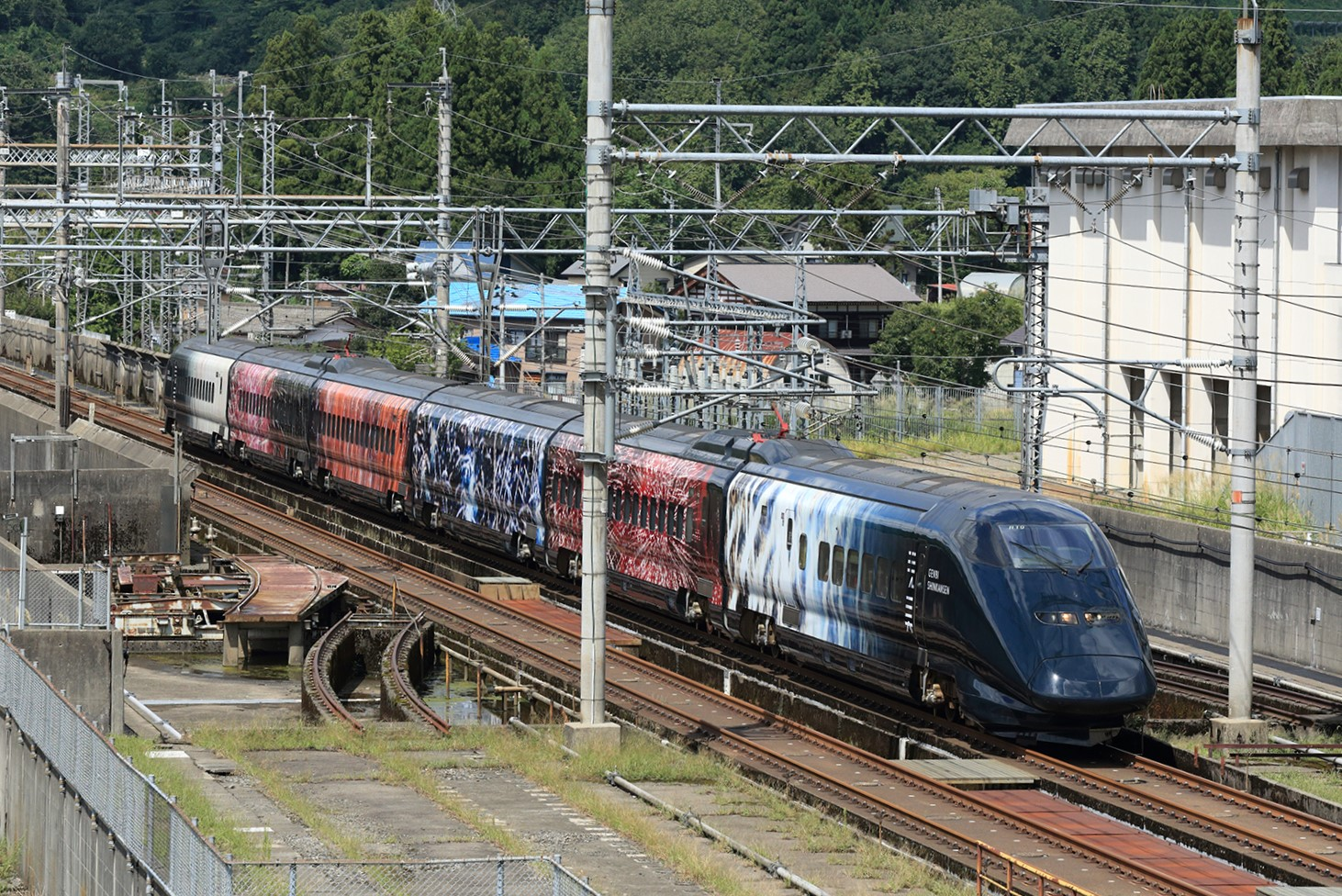
Tren R19 de la Serie E3-700 Genbi Shinkansen (septiembre de 2016)

El  (現美新幹線 Genbi Shinkansen?, "Shinkansen del arte contemporáneo") era un conjunto de seis coches reconstruido en los talleres de Kawasaki Heavy Industries de Kobe, a partir del antiguo tren R19 del Akita Shinkansen. Se ideó como un tren de excursión para usarse en el Joetsu Shinkansen entre Echigo-Yuzawa y Niigata. El tren comenzó a operar el 29 de abril de 2016, principalmente los fines de semana y días festivos. Fue retirado del servicio el 19 de diciembre de 2020.
La librea exterior fue diseñada por el fotógrafo Mika Ninagawa. El primer coche del conjunto de seis vehículos mostraba la obra del artista Nao Matsumoto, con motivos amarillos y dorados basados en las cosechas, las fiestas y la luz. Las persianas de las ventanas mostraban imágenes artísticas usando un tinte especial mientras el tren pasaba por los túneles. El segundo coche presentaba espejos de acero inoxidable en las paredes, obra de Yusuke Komuta. Reflejan el paisaje del exterior del tren. El tercer coche contaba con un área para niños y una cafetería. El área infantil contaba con representaciones en azul y blanco de trenes de juguete de Art Unit Paramodel. La sección de cafetería del coche fue diseñada por Kentaro Kobuke y servía dulces con productos locales. El cuarto coche presentaba una exposición de fotografías de montaña de [ Naoki Ishikawa (fotógrafo)|Naoki Ishikawa]]. El quinto coche mostraba una obra de arte floral abstracta de Haruka Koujin, que vibraba con el movimiento del tren. El coche final incluía la proyección de un cortometraje de Brian Alfred, que mostraba el paisaje de Niigata. El tren se mostró a los medios el 12 de enero de 2016.

### Composición
El tren Genbi Shinkansen tenía su base en el Depósito de Niigata y se formó como se muestra a continuación, con el coche 11 en el extremo de Tokio:
| Coche n.º           | 11           | 12                      | 13                                  | 14                      | 15                      | 16                      |
| ------------------- | ------------ | ----------------------- | ----------------------------------- | ----------------------- | ----------------------- | ----------------------- |
| Denominación        | M1c          | M2                      | T1                                  | T2                      | M1                      | M2c                     |
| Numeración          | E321-702     | E326-702                | E329-702                            | E328-702                | E325-702                | E322-702                |
| Numeración original | E311-19      | E326-19                 | E329-19                             | E328-19                 | E325-19                 | E322-19                 |
| Instalaciones       | Asientos 2+2 | Espacio galería de arte | Cafetería + zona de juegos infantil | Espacio galería de arte | Espacio galería de arte | Espacio galería de arte |

Los coches 12 y 15 tenían cada uno un pantógrafo de un solo brazo.

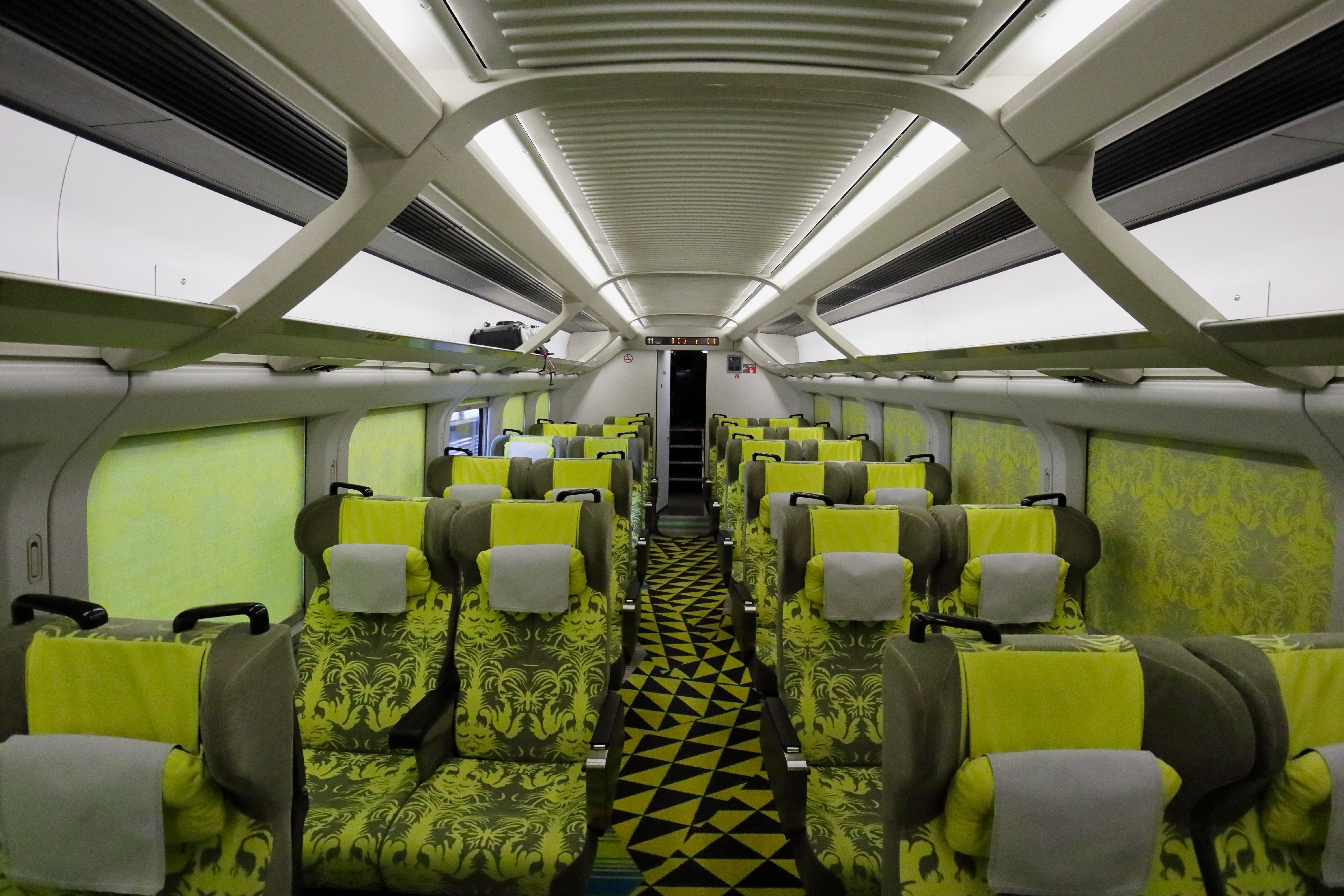
El interior del coche 11 de asientos con reserva (enero de 2018)
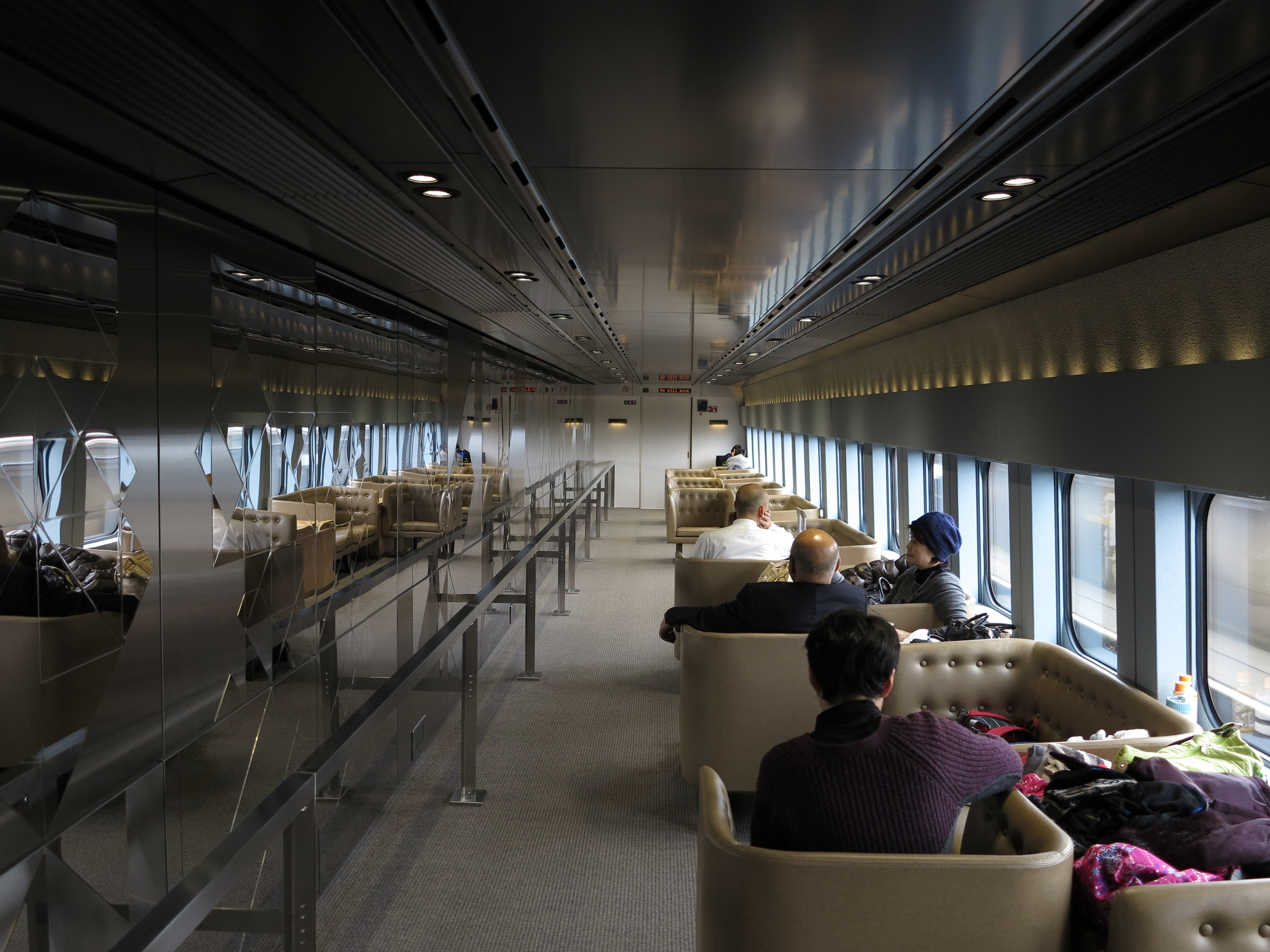
El interior del coche 12 en enero de 2018 (instalación de espejos de Yusuke Komuta)
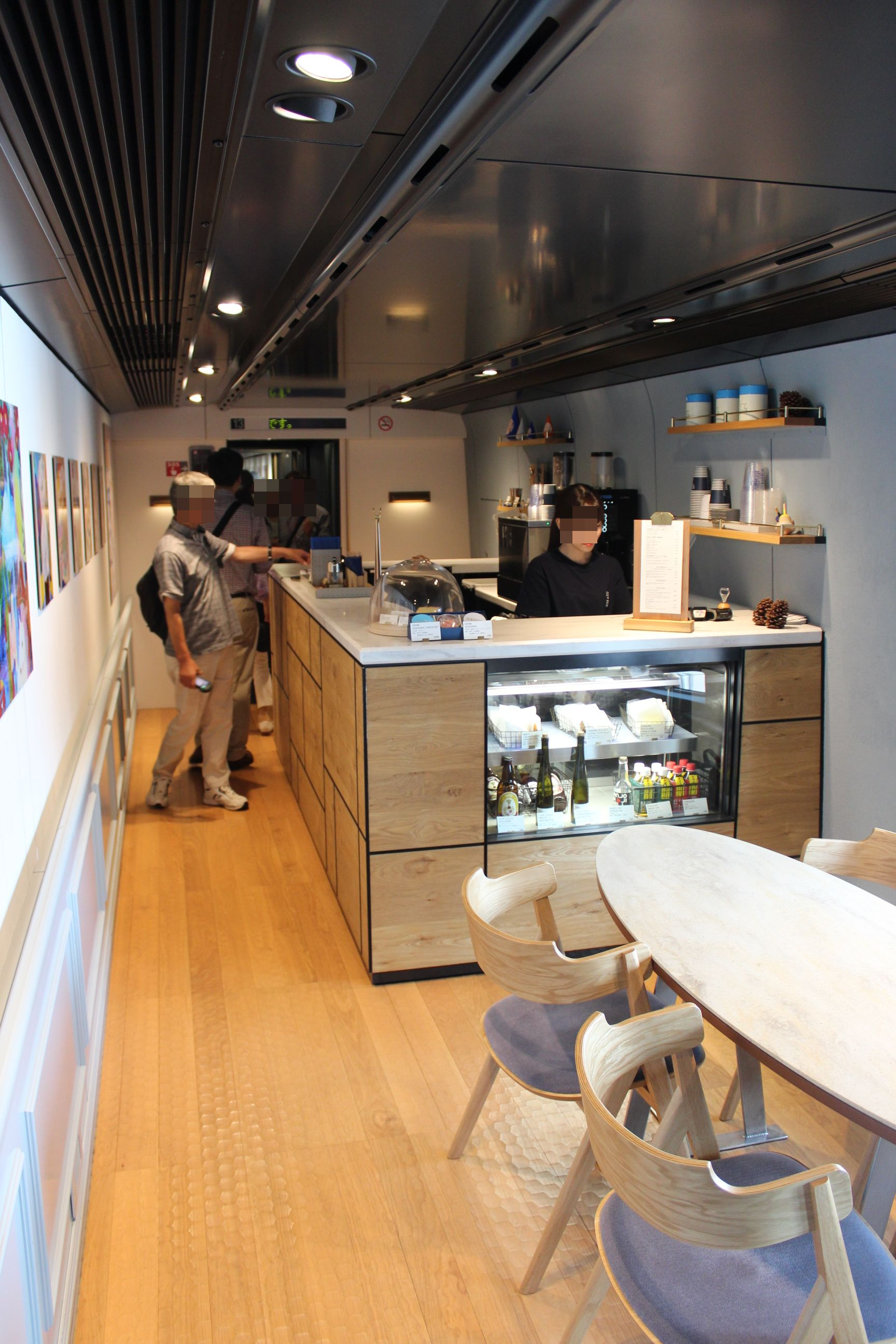
El mostrador de la cafetería del coche 13 (junio de 2017)
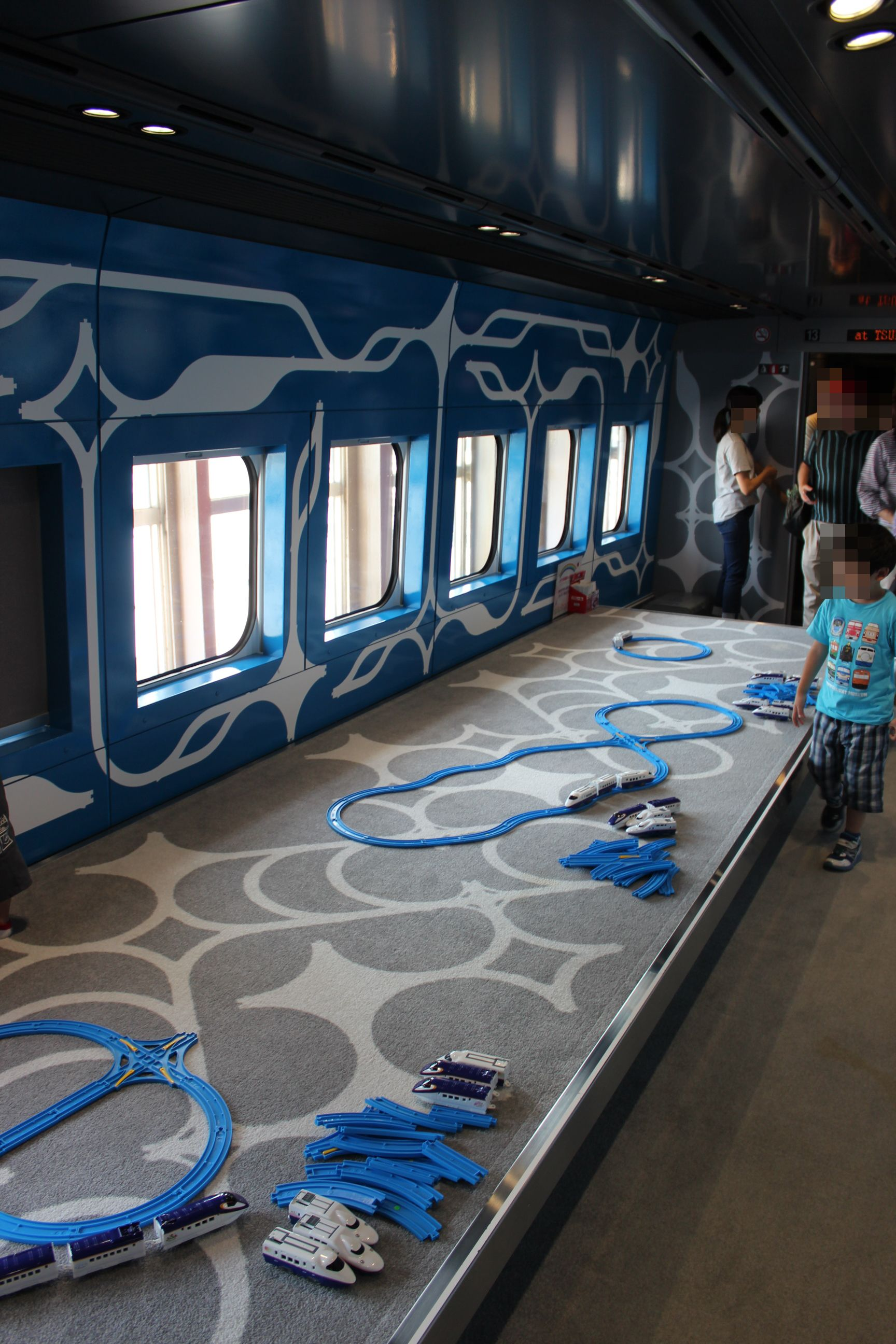
La zona de juegos infantil del coche 13  (junio de 2017)
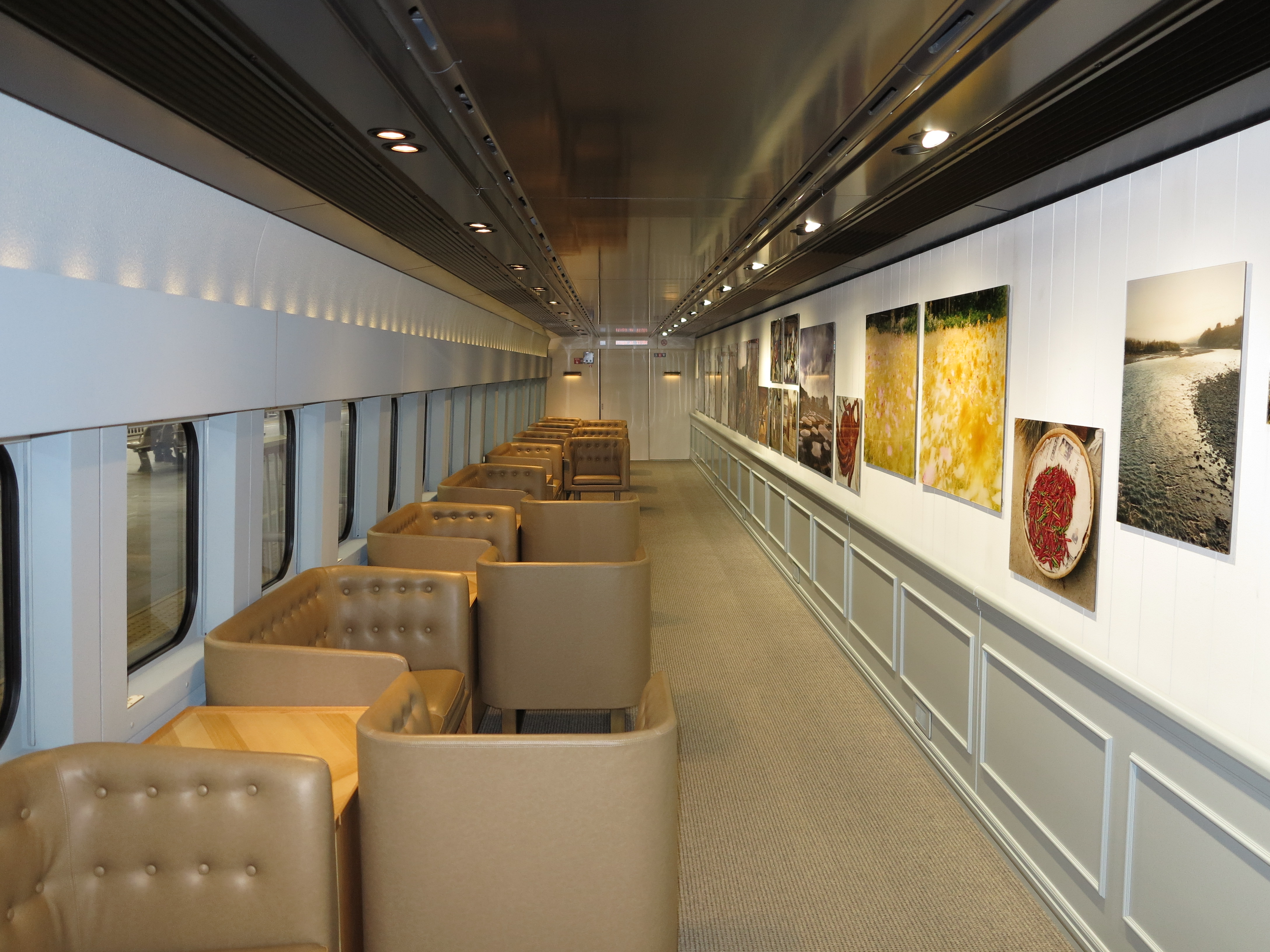
El interior del coche 14 en enero de 2018 (fotografías de Naoki Ishikawa)